# Halloween-Katastrophe in Seoul 2022
Die Halloween-Katastrophe in Seoul ereignete sich in der Nacht vom 29. auf den 30. Oktober 2022 bei Feierlichkeiten zu Halloween im Ausgehviertel Itaewon der südkoreanischen Hauptstadt Seoul, an denen schätzungsweise rund 100.000 Menschen teilnahmen. Mindestens 159 Menschen starben und weitere 196 wurden verletzt.
Es handelt sich bei dem Unglück um das Massengedränge mit den meisten Todesopfern in der Geschichte Südkoreas und um eine der größten Katastrophen des Landes nach dem Untergang des Fährschiffs Sewol 2014.
Zu dem Unglück kam es, als sich Menschenmengen aus entgegengesetzten Richtungen durch eine enge und kurze Gasse bewegten. Die verspäteten Maßnahmen von Polizei, Feuerwehr und örtlichem Bezirksamt gerieten bald in die Kritik und sind Gegenstand laufender Ermittlungen.
Ein polizeiliches Sonderteam kam nach Abschluss wochenlanger Ermittlungen zum Schluss, dass fehlende Sicherheitsvorkehrungen und andere Versäumnisse wie verspätete Weitergabe von Informationen und mangelnde Kooperation zwischen den zuständigen Stellen zur hohen Anzahl von Todesfällen beigetragen haben. Die Polizei hat den Fall an die Staatsanwaltschaft zu weiteren Ermittlungen gegen 23 Beamte übergeben. Innenminister Lee Sang-min, der Seouler Bürgermeister Oh Se-hoon sowie Polizeichef Yoon Hee-keun sollen laut dem polizeilichen Sonderteam nicht für die Katastrophe zur Verantwortung gezogen werden können.

## Hintergrund

### Vorgeschichte des Stadtteils
Die jüngste Geschichte des zum Seouler Bezirk Yongsan gehörenden Stadtteils Itaewons ist eng mit der 1945 gegründeten US-Militärbasis Yongsan-Garnison verbunden, deren Angehörige den Stadtteil in seiner heute bekannten Form laut dem Seoul Museum of History maßgeblich geschaffen und geprägt haben. Seit US-Soldaten ab 1957 Vergnügungsurlaub erhielten, entstanden in Itaewon Bordelle. Minderjährige und Frauen wurden bis weit in die 1980er Jahre entführt und in die Prostitution gezwungen, die südkoreanische Regierung wies einige Orte als offizielle „Komforteinrichtungen“ für US-Soldaten aus und blieb bei Menschenhandel und Vergewaltigungen nachsichtig. Wenn Frauen sich den regelmäßigen, obligatorischen behördlichen Hygieneuntersuchungen zur Überprüfung auf sexuell übertragbare Krankheiten entzogen oder solche Geschlechtskrankheiten bei ihnen festgestellt wurden, erfolgte ihre Zwangseinweisung in „Konzentrationslager“. Die Beteiligung der südkoreanischen Regierung an solchen Verbrechen durch Rechtfertigung und Förderung illegaler Prostitution der „Trostfrauen“ in US-Militärbasen stellte der Oberste Gerichtshof erstmals im September 2022 fest und sprach den überlebenden Opfern eine Entschädigung zu. Durch Sonderregelungen genossen US-Soldaten in dem Stadtteil zudem seit Jahrzehnten das als „Itaewon-Freiheit“ in Kritik stehende Privileg, selbst bei Ermordung oder Vergewaltigung koreanischer Bürger nicht der koreanischen Gerichtsbarkeit zu unterliegen. Itaewon mit seiner großen Anzahl von Bars und Bordellen galt somit schon seit langem als Vergnügungsviertel für ausländische, insbesondere US-amerikanische Militärangehörige und Expatriate und wurde daher ursprünglich von vielen Koreanern als für sie gefährlicher Ort eingestuft und meist gemieden.
Das Stadtviertel etablierte sich jedoch dann in dem der Halloweenkatastrophe von 2022 vorangegangenen Jahrzehnt mit seinen Bars und Nachtclubs als eines der beliebtesten Ausgehviertel in Seoul. Es setzte eine Gentrifizierung ein, die mit der 2013 begonnenen Verlegung des US-Militär-Stützpunktes mit seinen 17.000 Soldaten in den Süden Seouls einherging. Mit Beginn des Umzugs des US-amerikanischen Militärs in den US-Militärstützpunkt Camp Humphreys musste der Stadtteil Itaewon, in dem bereits seit Ende der 1990er Jahre zeitgemäße Bars und Restaurants in alten Gebäuden und engen Gassen junge Besucher anzogen, eine neue Klientel finden und sprach nun Menschen an, die dem Druck der durch konfuzianische Hierarchien und konformistische Ansichten geprägten Gesellschaft Südkoreas entfliehen wollten. Im Jahr 2017 waren über 90 Prozent an Personal und Material aus der Yongsan-Garnison nach Camp Humphreys abgezogen worden. Im Mai 2022 verlegte der südkoreanische Staatspräsident, Yoon Suk-yeol, nach seiner Amtseinführung das Präsidialamt aus dem Blauen Haus in das Gebäude des Verteidigungsministeriums in Yongsan. Itaewon wurde auch zu einer Art Heimstatt der Queer-Bewegung und galt als ebenso offen für Ausländer wie für Koreaner. Als einwanderungsfreundlicher Stadtteil bot es erschwinglichen Wohnraum für Immigranten mit geringem Einkommen an und verfügte als bedeutendstes muslimisches Viertel Südkoreas über die einzige Moschee in Seoul. Waren ehemals über zwei Drittel der gastronomischen Kunden in Itaewon US-Amerikaner, so zieht der Stadtteil heute vornehmlich Koreaner und internationalen Tourismus an und wandelte sich von einem „Klein-Amerika“ zu einem Ort multikulturellen Konsums für Koreaner. Die veränderte Kundendemografie förderte die Etablierung von Restaurants, die soziale Medien nutzen und bei der jungen Bevölkerung angesagt sind. Itaewon entwickelte sich bei der jungen Bevölkerung Südkoreas zu einem Symbol für eine freie Lebensart, Hedonismus und Multikulturalismus und erwarb sich international den Ruf eines beispiellosen Vergnügungsviertels mit einer hohen Dichte an Bars, Clubs und Restaurants, gekennzeichnet durch ein enges Nebeneinander auch von Schwulenkneipen, Rotlichtsalons und Halallokalen.
Während es in Itaewon zur Errichtung repräsentativer Geschäftsgebäude gekommen war, war jedoch das Merkmal der engen Gassen des Stadtteils erhalten geblieben.

### Vorgeschichte des Halloweenfests in Südkorea
Vor diesem Hintergrund entwickelte sich das jährliche Halloweenfest, das in Südkorea erst seit den 2000er Jahren populär wurde, in Itaewon zum größten Südkoreas und trug zum Image von Itaewon als Bühne der gesellschaftlichen Präsentation in Südkorea bei.
Bis etwa 2010 handelte es sich beim Halloweenfest in Südkorea fast ausschließlich um US-amerikanische Bräuche, die von US-Amerikanern und mit ihnen in Verbindung stehen Personen ins Land eingeführt wurden und lediglich auf Partys in Seouls Bezirken mit hohem Ausländeranteil wie Itaewon, Hongdae und Gangnam zu beobachten waren. Halloween in Südkorea blieb zu dieser Zeit physisch und kulturell ausländisch, indem es sich auf ausländische Teilnehmer stützte und auch importierte Vorstellungen wie beispielsweise Ausdrucksformen der LGBT-Identität transportierte.
Ab etwa 2010 entwickelte das an den Feiertag in den USA angelehnte Halloween-Konzept dann aber in Südkorea ein Eigenleben und wurde dort weiterentwickelt, wobei Konsum- und Marketingmuster für Einzelhändler eine wichtige Rolle spielen und der speziellen Bekleidung oder Kostümierung Bedeutung zukommt. Der Halloween-Tag erlangte weite Verbreitung in Südkorea, bindet vielfältige heimische gesellschaftliche Ideen und Trends ein und bietet den Beteiligten die Gelegenheit, eine hohe Aufmerksamkeit zu erlangen.
Als einer der angesagtesten Orte in Seoul für die Halloweenfeierlichkeiten war Itaewon etwa seit Anfang der 2010er Jahre bekannt. Halloween wurde in Itaewon seit dieser Zeit ohne formelle Organisation oder Koordinierungsstelle gefeiert. Die jährlichen Halloween-Feierlichkeiten entwickelten sich zu einer der geschäftigsten Nächte des Jahres im Stadtteil Itaewon, der nächtlich zu keiner Zeit des Jahres mehr junge Bevölkerung anzog als zum Halloween-Wochenende. Währenddessen wurde Itaewon weiterhin bei konservativ eingestellten Koreanern als Symbol für schädlichen ausländischen Einfluss und – insbesondere auch bei älteren Konservativen – als eine Art Sündenpfuhl wahrgenommen.
Der Hauptteil der Halloween-Feierlichkeiten in Itaewon findet entlang der „World Food Street“ und in den Seitengassen statt, die sie mit einer der Hauptverkehrsstraßen von Itaewon – der „Itaewonstraße“ – verbinden. Berichten zufolge sollen im Jahr 2017 etwa 200.000 Menschen zum Halloweenfest nach Itaewon gekommen sein. Aufgrund der wachsenden Popularität der Halloweenfeiern und der Möglichkeit von daraus resultierenden Unfällen waren die Behörden bereits Jahre vor der Katastrophe beunruhigt. In einem internen Dokument aus dem Jahr 2020, das über oppositionelle Abgeordnete bekannt wurde, warnte die Polizei vor möglichen Todesfällen durch drohende Gedrängesituationen.

### Vorgeschichte von Massengedränge-Vorfällen mit Todesfolge in Südkorea
Südkorea weist eine lange Geschichte von Massengedrängen und menschlichen Stampeden mit Todesfolge auf. Am 26. Januar 1960 starben bei der bis dahin schlimmsten Eisenbahnkatastrophe in der Geschichte Südkoreas 31 Menschen, darunter 11 Kinder, bei einem als Stampede beschriebenen Vorfall, als große Menschenmengen im Bahnhof von Seoul während des Mond-Neujahrsfestes bei dem Versuch, einen auf die Abfahrt wartenden Zug zu erreichen, auf der steilen, zum Bahnsteig führenden und schneebedeckten Treppe erdrückt worden waren, nachdem eine Person ausgerutscht war. Weitere ähnliche Vorfälle ereigneten sich am 11. Februar 1980 (5 Tote) auf einer Treppe einer Grundschule in Busan, am 17. Februar 1992 (1 Toter) bei einem Musikkonzert in Seoul und am 16. Dezember 1996 (2 Tote) beim Zugang zu einem Live-Show-Programm in einer Konzertarena in Daegu. Am 3. Oktober 2005 wurden in Sangju 11 Menschen in einem Massengedränge bei einem Musikkonzert getötet, worauf der damalige Bürgermeister von Sangju aufgrund des Vorfalls wegen fahrlässiger Tötung zu einer Bewährungsstrafe von 1½ Jahren verurteilt wurde.

### Ausgangssituation 2022
2020
Die COVID-19-Pandemie führte in Korea zu einer Wiederbelebung dort bereits verankerter sozialer Stigmata wie Fremdenfeindlichkeit und die vornehmlich von religiös Konservativen (christlich-protestantisch Rechte) ausgehende Homophobie. Ausgehend von einem am 7. Mai 2020 bekannt gewordenen Nachtclub-Besuch eines SARS-CoV-2-Infizierten war es zu einem COVID-19-Cluster-Ausbruch mit mindestens 100 Infektionen in den drei vom mutmaßlichen Superverbreiter in der Nacht vom 1. auf den 2. Mai 2020 besuchten Nachtclubs gekommen, der Sorge vor dem Aufkommen einer zweiten Infektionswelle in Südkorea geschürt hatte, das mit seiner ersten Infektionswelle zu den ersten Staaten nach China gehört hatte, die mit einem großflächigen COVID-19-Ausbruch zu kämpfen gehabt hatten, und das dann aber international als vorbildliches Beispiel gepriesen worden war, wie es seinen ersten COVID-19-Ausbruch durch aggressive Corona-Test-, Quarantäne- und Maßnahmen zur Kontaktpersonennachverfolgung weitgehend eingedämmt hatte. Nachdem die südkoreanischen Behörden in den letzten Wochen vor dem Itaewon-COVID-19-Ausbruch aufgrund sinkender SARS-CoV-2-Fallzahlen wieder begonnen hatten, die COVID-19-Beschränkungen zu lockern und am 6. Mai 2020 die strikten Regeln zur räumlichen Distanzierung aufgehoben hatten, hatte die Seuchenbekämpfung der Stadtverwaltung nach dem Itaewon-COVID-19-Ausbruch Clubs, Bars und andere Etablissements des Nachtlebens in Itaewon faktisch für Besucher gesperrt und die Touristen- sowie andere Kundschaft war auch in Restaurants Itaewons ausgeblieben, so dass Geschäfte zur Schließung gezwungen waren. Konservative koreanische Medien betonten stark die sexuelle Identität des Superverbreiters, der den Itaewon-COVID-19-Ausbruch mutmaßlich ausgelöst hatte, outeten die von ihm besuchten Clubs als Schwulenclubs und trugen zu einer Atmosphäre bei, in der weit verbreitete homophobe Stimmungen über die Stigmatisierung von Schwulen hinaus auch zu einer Stigmatisierung des Itaewon-Viertels als eines der Zentren der Seouler Schwulenszene führte.
Zu den Halloweenfeierlichkeiten im Jahr 2020 kamen in Itaewon trotz anhaltender Warnungen der Behörden vor dem Übertragungsrisiko von SARS-CoV-2-Viren Menschenmengen zusammen und strömten in die Bars, während die großen Clubs zumeist im Rahmen von Vorsichtsmaßnahmen für das Wochenende geschlossen geblieben waren. Zwar war die Anzahl der Halloweenfeiernden im Jahr 2020 Medienangaben zufolge etwas geringer als im Jahr 2019, führte aber in Itaewon dennoch zu überfüllten Gassen und die Überfüllung stieß aufgrund der möglichen COVID-19-Clusterübertragungen auf Kritik und Bedenken. Viele koreanische Medien stellten die Menschen, die 2020 zu Halloween Itaewon besuchten, als Dummköpfe oder im weiteren Sinne als „irrationale Staatsfeinde“ dar, „die die rationalen Warnungen der Regierung ignorieren“.
2021
Die Halloweenfeierlichkeiten im Jahr 2021 fielen in die Zeit, in der sich Südkorea in Bezug auf die COVID-19-Lage auf eine „Rückkehr zur Normalität“ vorbereitete. Die Behörden drohten den Teilnehmern der Halloweenfeierlichkeiten mit harten Strafen, falls sie gegen die COVID-19-Regeln zur räumlichen Distanzierung verstießen. Dem Gesundheitsministerium wurde daraufhin vorgeworfen, den Fokus seiner Überprüfung auf mögliche Sicherheitsverstöße in diskriminierender Weise auf Ausländer gesetzt zu haben.
2022
2022 wurden die COVID-19-Beschränkungen gelockert und Itaewon begann wieder den Geschäftsbetrieb in gewohnter Form aufzunehmen. Nachdem die Halloween-Feierlichkeiten durch die COVID-19-Pandemie in den Jahren 2020 und 2021 nicht ohne COVID-19-Beschränkungen stattgefunden hatten, versammelten sich am 29. Oktober 2022 etwa 100.000 Menschen in den Straßen und Clubs.
Bei den Halloweenfeierlichkeiten im Jahr 2022 handelte sich um eine der größten inoffiziellen öffentlichen Veranstaltungen in Seoul. Einige Medien berichteten nach der Katastrophe vom 29. Oktober 2022, Berichten zufolge sei der Besucherandrang zur Halloweenfeier 2022 unerwartet hoch ausgefallen. Anderen Angaben zufolge dagegen hatte es Vorhersagen für bis zu 130.000 Besucher im Itaewon-Viertel gegeben, die aber offensichtlich von den Behörden ignoriert worden seien. Die Polizei räumte schließlich nach der Katastrophe ein, dass sie mit einem großen Besucherandrang gerechnet hatte und die Menge nicht viel größer gewesen war als in den vorangegangenen Jahren. Auch die örtliche Geschäftswelt hatte aufgrund der gelockerten COVID-19-Beschränkungen für 2022 mit einer größeren Menge feiernder Menschen gerechnet.
Noch während die Untersuchungen zu dem Unglück liefen, gestand die Polizei ein, dass ihre Maßnahmen vor dem Massengedränge unzureichend waren. Laut Polizeiangaben wurden für die Halloween feiernde Menschenmenge im Jahr 2022 lediglich 58 uniformierte Polizisten eingesetzt. Insgesamt 6000 Polizisten wurden dagegen am selben Tag zu einer regierungskritischen Protestveranstaltung in Seouls Innenstadt und zum Schutz des Staatspräsidenten zum unweit Itaewons gelegenen Präsidialamt entsendet.

## Ort und Hergang des Unglücks
Eine bestimmte, alleinstehende Ursache für das Unglück wurde bisher (Stand: Ende 2022) nicht gefunden. Der Tod Dutzender Menschen ereignete sich jedoch, als sich Menschenmengen aus zwei entgegengesetzten Richtungen durch eine besonders enge, rund 45 Meter lange und abschüssige Seitengasse bewegten, aus der sie keine Fluchtwege fanden, so dass die Menschen hauptsächlich an einer Engstelle der Gasse am dortigen Hamilton-Hotel gefangen blieben. Die große Anzahl der sich ansammelnden Besucher der Feierlichkeiten und ihre Versammlung in engen Gassen mit beschränkten Zugangs- und Ausgangsstellen erzeugten eine Kombination von Faktoren, die zu den Todesfällen führte. In der Nacht der Katastrophe aufgenommene Videos zeigen, dass Menschen gefangen waren, eingequetscht wurden und unfähig blieben, sich zu bewegen oder zu atmen, was zur Verschlimmerung der Lage führte, die schnell außer Kontrolle geriet.
Während die spezifischen zugrunde liegenden Faktoren, die zur Katastrophe führen, noch ermittelt wurden, wiesen erste Berichte auf Unzulänglichkeiten bei der Planung vor und während des Ereignisses hin, sowie bei der Risikobewertung, bei den erwarteten Gefahren und bei der Reaktion der Polizei, sowie auf den Mangel an wirksamen Mechanismen für schnelle Notfallmaßnahmen, an Strategien zum Management von Menschenmengen und von nichtbaulichen Maßnahmen zur Risikominderung.

### Hauptschauplatz

Karte des Areals
Im Süden: „Itaewonstraße“ (Itaewon-ro 이태원로) mit U-Bahnstation Itaewon (Itaewon-yeog 이태원역)
Von dort zweigt nach Süden die „Bogwangstraße“ (Bogwang-ro 보광로) ab
Im Norden: „World Food Street“ (Itaewon-ro 27-ga-gil 이태원로27가길)
Dazwischen: Seitengasse mit dem Hauptschauplatz (rot) des Unglücks am Hamilton-Hotel

Die als „World Food Street“ bekannte, nördlich des Hamilton-Hotels gelegene schmale Straße Itaewon-ro 27-ga-gil, die selbst an gewöhnlichen Samstagen stark frequentiert wird, wurde mit ihren Restaurants und Bars auch am Halloweenabend von einem großen Besucherstrom angesteuert.
Einer der kürzesten Verbindungswege, um vom zubringenden U-Bahnhof Itaewon zur „World Food Street“ zu gelangen, und somit eine beliebte Abkürzung zu vielen Bars und Clubs, ist eine über keinen eigenen Straßennamen verfügende, noch engere Seitengasse, die im Osten an der hohen westlichen Außenwand des Hamilton-Hotels entlangführt und an deren Westseite sich Hip-Hop-Bars befinden. In dieser Seitengasse, bei der es sich um eine Fußgängerzone handelt, kam es am Abend der Halloweenfeier zu den meisten Opfern. Ihre Länge wird mit etwa 36 bis 50 Metern bei einer offiziellen Breite von 4 Metern angegeben. Die Seitengasse verläuft zudem mit einem angegebenen Gefälle von 10 Prozent abschüssig. Im oberen (nördlichen, in die etwa 6 Meter breite „Itaewonstraße“ einmündenden) Teil ist die Seitengasse 5 Meter breit. Die aus Gründen der Fußgängersicherheit in Südkorea vorgeschriebene Mindeststraßenbreite von vier Metern wurde Medienangaben zufolge im unteren Bereich der Seitengasse an der Stelle, wo sich die spätere Katastrophe ereignet hat, unterschritten, nachdem das Hamilton-Hotel bauliche Erweiterungen (eine provisorische Metallwand, eine Terrasse, eine Kabine) laut Polizei illegal vorgenommen hat, die die Straßenbreite dort auf lediglich 3,2 Meter verengten und wegen der die Eigentümer des Hamilton-Hotels von der Polizei beschuldigt werden, mitverantwortlich für die Katastrophe zu sein. Aus dieser Verengung der Seitengasse von 5 auf 3,2 Meter Breite resultiert Experten zufolge eine Art „Flaschenhals“. Kurz vor Einmündung in die bergab gelegene Hauptstraße von Itaewon weitet sich die Seitengasse auf 4 Meter Breite.
Auch einige andere Geschäfte auf der anderen Seite der Seitengasse hatten in den Verkehrsweg hineinragende Terrassen errichtet, die zur Unterschreitung der vorgeschriebene Breite beitrugen. Laut Baubuch sind einige Geschäfte auf der gegenüberliegenden Seite der Seitengasse als illegale Bauten gekennzeichnet.

### Hergang
Notiz: Die genaue Chronologie ist nicht in allen Teilen bekannt.
Frühe lokale Berichte gaben an, dass Feuerwehr und Polizei erst ab etwa 22.15 Uhr Ortszeit Berichte über das Unglück erhalten hätten. Späteren Angaben zufolge hatte bereits um 20:09 Uhr Ortszeit ein Anrufer der Polizei den genauen Ort des etwa zwei Stunden später eskalierenden Unglücks mitgeteilt und dabei darauf hingewiesen, dass es bereits Verletzte gebe. Insgesamt wurden vor dem tödlichen Gedränge elf solcher Anrufe getätigt. Die Polizei gab später an, sie habe lediglich auf vier der Anrufe hin Polizisten entsandt und in der Stunde vor dem Gedränge niemanden mehr geschickt.
Eine von der Washington Post erstellte Untersuchung auf Basis von Notrufprotokollen und Zeugenbefragungen kam zu dem Ergebnis, dass die Gasse bereits um 18:28 Uhr gefährlich überfüllt gewesen sei. Wenige Minuten später ging der erste von mindestens 13 Notrufen ein, um vor einem eskalierenden Chaos zu warnen, da Menschen so fest eingeklemmt seien, dass es bereits zu Verletzungen gekommen sei. Einer von der New York Times durchgeführten Analyse zufolge soll der erste Notruf bei der 112-Hotline um 18:34 Uhr eingegangen sein und bereits beschrieben haben, dass Menschenmengen von beiden Enden in die Gasse drängten und es den Anschein erwecke, „als würden Menschen zu Tode gedrückt werden“. Von 18:34 Uhr bis 22:11 Uhr gingen laut der Analyse über 10 Notrufe ein, die auf eine crowd surge hingedeutet hätten. Laut den Ergebnissen der mehrwöchigen Ermittlungen eines polizeilichen Sonderteams wuchs die sich in der korridorartigen Gasse zwischen dem Hotel und einer dichten Reihe von Geschäften drängende Menschenmenge gegen 21:00 Uhr zu einer Welle an, in der die Menschen bereits eine Stunde vor der eigentlichen Katastrophe nicht mehr in der Lage waren, ihre Bewegungen zu kontrollieren, wenn sie erst von der Menge erfasst wurden.

#### Entstehung und Eskalation des Massenunglücks
Die genauen Umstände zum Zeitpunkt des mit Todesfolge verlaufenden Massengedränges sind bisher ungeklärt. Als bekannt gilt, dass dieses tödlich verlaufende Gedränge gegen 22:15 Uhr Ortszeit mit einem sogenannten crowd collapse auf halber Höhe der Gasse begann, nachdem vermutlich einige Menschen gestürzt waren und wie Dominosteine zu fallen begannen, was in die Katastrophe eskalierte. Die Analyse von Aufnahmen der Sicherheitskameras sowie Simulationen des Nationalen Gerichtsmedizinischen Dienstes zeigen, dass die Dichte der Menschenmenge in der Gasse um 22:15 Uhr bei etwa 8 Personen pro Quadratmeter lag.
Um 22:08 Uhr begannen Menschen in der Menge zu schreien. Experten zufolge sind durch Videoanalysen zwischen 22:08 Uhr und 22:18 bereits frühe Anzeichen oder Belege von crowd crush festzustellen. Aufnahmen einer Überwachungskamera, die die Situation in der Seitengasse direkt unterhalb (also in Richtung „Itaewonstraße“) von der Hauptunglücksstelle kontinuierlich aufgenommen hatte, sollen darauf hinweisen, dass sich der Menschenstrom zum Zeitpunkt des frühen Unglücks um 22:15 Uhr noch in beide Richtungen der Gasse bewegte, bereits um 22:19 Uhr jedoch abrupt abriss. Um 22:17 Uhr hatte sich der crowd crush Experten zufolge bereits ausgeweitet und die Lage wurde durch zusätzlichen Druck aus Richtung beider Gassenenden noch verschärft. Nach Angaben der Polizei stieg die Dichte der Menschenmenge in der Seitengasse um 22:20 Uhr auf 8 bis 9 Personen pro Quadratmeter und erreichte um 22:25 Uhr 9 bis 11 Personen pro Quadratmeter (laut dem am 13. Januar 2023 veröffentlichten KNPA-Bericht: bis zu 10,74 Menschen pro Quadratmeter).
Medienangaben zufolge bewirkte die Dichte der Menschenmenge offenbar, dass andere Menschen wie in einer Wellenbewegung über die Gestürzten zu Fall kamen, in einem an den Dominoeffekt erinnernden Phänomen, das von Experten als crowd collapse bezeichnet wird. Die Menschen in der Menge schrien um Hilfe und konnten sich nicht aus der Situation befreien. Bereits um 22.22 Uhr türmten sich die Menschen an einer besonders verstopften Stelle der Gasse übereinander. Die fünf vor Ort befindlichen Polizisten hatten jedoch aufgrund des auf den Menschen lastenden Gewichts der Menschenmenge Schwierigkeiten, die hilflosen Menschen zu erreichen und herauszuziehen. Schließlich bildeten in diesem verengten Teil der Gasse mindestens 50 Menschen eine Art menschlichen „Haufen“. Laut dem KNPA-Bericht vom 13. Januar 2023 starben viele, nachdem sie umgestürzt waren und andere Menschen aus der Menge sich auf ihnen gestapelt hatten.
Die Dichte der Menschenmenge auf einer Straße oberhalb des Hangs erreichte nach Angaben der KNPA zeitweise 12,09 Personen pro Quadratmeter. Von der „World Food Street“ am nördlichen Ende der Gasse bogen Leute, die der Enge dort entkommen wollten, abwärts in die abschüssige Seitengasse, teilweise ohne sich der Katastrophe in der Gasse bewusst zu sein und selbst auf der Flucht vor einer drohenden Notlage. Zusätzlich bogen auch vom südlichen Ende der Gasse her Feiernde aus der Hauptverkehrsstraße („Itaewonstraße“) zusammen mit gerade über die U-Bahnstation Itaewon angekommenen Menschen in die Gasse ein. Überlebende sagten in ihren Zeugenberichten aus, dass ihre Füße den Boden nicht berührt hätten und sie hin und her geschoben und zur Stelle des Massengedränges getragen worden seien.
Die meisten der 158 Todesfälle sollen sich konzentriert auf einem Abschnitt der Seitengasse ereignet haben, der an ihrer Engstelle am Hamilton-Hotel lag und dessen eines Ende als scharfe „Frontlinie“ des „Menschenhaufens“ in Richtung „Itaewonstraße“ wies und der sich von dieser Grenzlinie über eine Länge von 7 Metern in Richtung „World Food Street“ erstreckte. Mehrere Überlebende, die nur einen halben Meter weiter in Richtung „World Food Street“ standen, sollen sich dort über eine Stunde lang nicht weg bewegt haben können.
Ein Ersthelfer berichtete gegenüber Medien, es seien in dem „Haufen“ von menschlichen Körpern bis zu „10 Reihen von Gesichtern“ zu sehen gewesen, ohne dass man die zugehörigen Beine hätte sehen können. Während die am Boden des menschlichen „Haufens“ Liegenden das Bewusstsein zu verlieren begannen, konnten trotz der Bemühungen durch Retter, die sie an ihren Gliedmaßen herauszuzerren versuchten, insgesamt nur wenige Menschen aus dem „Haufen“ befreit werden.

#### Entlastungs- und Rettungsmaßnahmen
Das Bezirksamt Yongsan (Yongan-gu) verschickte am 30. Oktober 2022 um 00:11 Uhr und 01:38 Uhr zweimal eine Notfall-SMS mit den Worten: „이태원역 인근 안전사고 발생으로 추가 피해가 우려되니 시민 여러분은 속히 귀가하시고 방문을 자제해달라“, in der die Bürger gebeten werden, aufgrund eines „Sicherheitsunfalls“ in der Nähe der U-Bahnstation Itaewon schnellstmöglich nach Hause zurückzukehren und von einem Besuch abzusehen, da Bedenken hinsichtlich zusätzlicher Schäden bestünden.

Die Regierung der Metropolregion Seoul (서울특별시청) verschickte am 30. Oktober 2022 gegen 1 Uhr eine Notfallnachricht (mit den Worten: „용산구 이태원 해밀턴호텔 인근 긴급사고로 추가 피해가 우려되니 시민여러분께서는 속히 귀가 하시기 바랍니다“), in der die Bürger gebeten werden, aufgrund von Sorgen über zusätzliche Schäden im Zuge des Unfalls in der Nähe des Hamilton-Hotels in Itaewon schnellstmöglich nach Hause zurückzukehren. Die Notfallmeldung, in der die Bürger aufgrund „eines Notfallunfalls in der Nähe des Hamilton-Hotels in Itaewon“ aufgefordert wurden, so schnell wie möglich nach Hause zurückzukehren, soll Medienangaben zufolge an jedes Mobiltelefon im Bezirk Yongsan gesendet worden sein.
Die Führung der südkoreanischen Polizei gestand im Nachhinein ein, dass sie weder vor dem Massengedränge noch während dessen Entfaltung angemessene Maßnahmen zum Schutz der Bevölkerung ergriffen und in der Nacht des Unglücks keine adäquate Crowd control stattgefunden habe. Für den 29. Oktober 2022 hatten die Strafverfolgungsbehörden 137 uniformierte und zivil gekleidete Mitarbeiter zur Kriminalprävention (zur Begegnung von Drogenkonsum, sexueller Gewalt und Kleinkriminalität) abgestellt. Lediglich 32 Polizisten waren laut Nationaler Polizeibehörde für den Einsatz bei Notfällen vor Ort beordert.
Laut einer Analyse der Washington Post kam es bei den Rettungsmaßnahmen zu Verzögerungen mit katastrophalen Folgen für die Opfer. Vom Beginn des tödlichen Massengedränges (22:08 Uhr) bis zum Beginn der effektiven Evakuierung durch die Rettungskräfte verstrichen demnach mindestens 26 Minuten. Nach Aussage von Kim Baek-gyeom, einem Polizisten vom Polizeirevier Itaewon, wurden er und zwei seiner Kollegen etwa um 22 Uhr zur Überprüfung eines möglichen Straßenkampfes in die Nähe der Gasse entsendet, wo sie dann das Massengedränge gesehen hätten, von dem sie jedoch nicht unterrichtet gewesen seien. Kim zufolge sah er dort Menschen unter einer „Welle menschlicher Körper“ gedrückt, ihre Hände herausstreckend um Hilfe bittend. Durch einen Notruf bei der Hotline 119 um 22:15 Uhr wurden die Behörden erstmals auf die Situation aufmerksam. Frühestens um 22:39 Uhr sperrten Rettungskräfte die beiden Enden der Gasse ab. Daher hatten Fußgänger noch eine halbe Stunde nach Beginn der Katastrophe in die Gasse einströmen können, was nach Ansicht von Experten die Bemühungen der Rettungskräfte erschwerte und die Anzahl der Todesopfer erhöhte. Den Ermittlungen der Polizei zufolge hatten die Sanitäter aufgrund der dichten Menschenmenge im Gebiet Mühe, den Schauplatz zu erreichen. Die eintreffenden Sanitäter seien von der großen Zahl der regungslos am Boden liegenden Menschen so überfordert gewesen, dass sie Passanten um Hilfe bei den Wiederbelebungsmaßnahmen baten.
Um 22:42 Uhr meldeten Feuerwehrleute ihren ersten offiziellen Kontakt mit Opfern und baten dringend um Unterstützung. Breiter angelegte polizeiliche Maßnahmen erfolgten ab 22:50 Uhr. Um 22:48 Uhr wurden laut Polizei die Drogenfahnder, die in der Nacht Drogenkonsumenten nachgehen sollten, für Rettungsmaßnahmen abgestellt. Um 23:22 Uhr war es den Rettern gelungen, alle Verletzten und Bewusstlosen aus der Gasse zu ziehen und auf der „Itaewonstraße“ und in ihrer Umgebung mit dem triagieren für die Herz-Lungen-Wiederbelebung zu beginnen. Somit waren einige Opfer über eine Stunde lang nach dem Beginn des tödlichen Massengedränges unbefreit geblieben, bevor die Retter zu ihnen vorgedrungen waren. Um 23:40 Uhr wurde schließlich auch die Bereitschaftspolizei, die für die drei Stunden zuvor zu Ende gegangenen politischen Kundgebungen in Seoul eingesetzt worden war, nach Itaewon abkommandiert.
Die Feuerwehr berichtete, dass bei dutzenden Menschen, die im Gedränge einen Herzstillstand erlitten hatten, Wiederbelebungsmaßnahmen durchgeführt werden mussten. Ein Raum wurde eingerichtet, um verletzte Personen zu versorgen, Dutzende von Bewusstlosen wurden gefunden. Sanitäter, die Polizei, Zuschauer und Überlebende führten eine Herz-Lungen-Wiederbelebung bei den Verunglückten durch und schützten sie mit Decken und Kleidung.
Nach Aussagen der Nationalen Feuerwehr und des Innenministeriums waren 142 Rettungsfahrzeuge im Einsatz, um Verletzte in umliegende Krankenhäuser zu bringen, insbesondere in das Soonchunhyang-Universitätsklinikum. Insgesamt waren 848 Rettungssanitäter und Feuerwehrleute vor Ort. Zusätzliche 83 Krankenwagen erreichten den Unglücksort nach 23:45 Uhr. Die Mobilfunk- und Internetnetze waren aufgrund des Unglücks zwischenzeitlich überlastet.
Auch nachdem das Areal der Katastrophe von der Polizei abgeriegelt wurde, gingen einige Bars in der Nähe weiter in Betrieb. Viele Menschen waren sich der anhaltenden Krise nicht bewusst.
Am 9. November 2022 wurde ein „One-Stop“-Unterstützungszentrum für vom Vorfall Betroffene eröffnet.

## Opfer

### Tote und Verletzte
Seit dem Untergang des Fährschiffs Sewol im Jahr 2014 mit 304 Toten hat keine Katastrophe in Südkorea so viele Todesopfer gefordert wie die Halloweenkatastrophe in Itaewon. In Seoul selbst hatte es seit dem Einsturz des Sampoong-Gebäudes im Jahr 1995, bei dem 502 Menschen getötet und 937 verletzt wurden, kein einzelnes Ereignis mit höherer Opferzahl mehr gegeben. Die Zahl der Todesopfer der Halloweenkatastrophe vom 29. Oktober 2022 überschreitet zudem die des Massenunglücks vom 17. Juli 1959, als im Busan-Gudeok-Stadion in Busan 67 Menschen zu Tode gekommen waren, und ist damit die höchste aller Massengedränge in der Geschichte Südkoreas.
Nach offiziellen südkoreanischen Angaben starben mit Stand von November 2022 158 Menschen bei dem Unglück. Nachdem im Januar 2023 der im Dezember 2022 begangene Suizid eines Überlebenden der Katastrophe offiziell als direkt im Zusammenhang mit der Katastrophe stehend anerkannt wurde, erhöhte sich die damit die Zahl der offiziellen Todesopfer auf 159. Nach Angaben der Polizei wurden die meisten Todesfälle durch Ersticken oder Hirnschäden verursacht.
Unter den Todesopfern befanden sich neben 132 Koreanern laut Innenministerium auch mindestens 26 Ausländer. Diese stammten aus dem Iran (5), Russland (4), China (4), Australien (2), Japan (2), den Vereinigten Staaten (2), Norwegen, Österreich, Kasachstan, Sri Lanka, Malaysia, Usbekistan, Frankreich, Thailand und Vietnam.
Von den 158 Todesopfern war eine deutliche Mehrheit (102) weiblich. Park Jae-Sung, Professor für Katastrophenschutz an der Universität Soongsil, wies in diesem Zusammenhang darauf hin, dass weibliche Körper weniger resistent gegenüber Druck seien als männliche, sodass deren Überlebenschancen tendenziell geringer seien. G. Keith Still, Professor für Crowd Science an der Universität von Suffolk, sagte, dass es keine schlüssigen Beweise dafür gäbe, dass Frauen anfälliger für eine Kompressionsasphyxie sind. Er bemerkte, dass Frauen generell einen kleineren Körperbau als Männer haben, mit mehr Körpermasse in ihrer oberen Brust (was bedeutet, dass weniger Platz zum Atmen ist, wenn die Brust nach innen gedrückt wird), während Männer mehr Kraft im Oberkörper haben. Kim Won-young, Professor für Notfallmedizin am Asan Medical Center, erklärte dazu, dass Menschen instinktiv die Arme verschränkten, um Platz zum Atmen zu schaffen, wenn ihre Brustregion unter Druck steht, und dass dies jedoch für schwächere Menschen in einer Menschenmenge schwieriger sei.
Über 100 der 158 Todesopfer waren nach Angaben des südkoreanischen Innenministeriums zwischen 20 und 29 Jahre alt, 11 waren Teenager. Die zu Tode Verunglückten waren damit überwiegend weiblich und jung.
Der genaue Ort und Zeitpunkt des Todes der 158 Todesopfer ist nach Polizeiangaben kaum zu ermitteln. In den Totenscheinen finden sich unbestimmte oder grobe Zeitangaben und unbestimmte oder vage Angaben für den Ort wie beispielsweise „die Straße neben dem Hamilton-Hotel, 179-Itaewonstraße, Bezirk Yongsan, Seoul“.
196 Menschen wurden verletzt, 10 davon wurden auch rund zwei Wochen nach dem Unglück noch im Krankenhaus behandelt.
Viele der weiblichen Opfer trugen keine Schuhe. Experten zufolge könnte dies auf die starken Kräfte in der Menschenmenge zurückzuführen gewesen sein, durch die ihnen in dem Gedränge die Schuhe von den Füßen gezogen wurden.

### Gesundheitliche Belastung und mutmaßlicher Suizid infolge der Katastrophe
Das Unglück endete nicht mit dem Tod der Opfer, da viele Überlebende der Itaewon-Katastrophe in der Folge an einer posttraumatischen Belastungsstörung (PTBS) litten. Das National Center for Disaster and Trauma und die örtlichen Wohlfahrtszentren für psychische Gesundheit behandelten (mit Stand vom 13. Dezember 2022) über 1.300 Fälle von überlebenden Opfern und Hinterbliebenen der Todesopfer der Katastrophe.
Am 12. oder 13. Dezember 2022 wurde ein 17-jähriger Schüler tot in Seoul aufgefunden, der die Halloweenkatastrophe verletzt überlebt, dabei auch den Tod seiner zwei ihn begleitenden Freunde miterlebt und infolge der Erlebnisse an einer PTBS gelitten hatte. Auf seinem Mobiltelefon wurde die Notiz „Ich werde bald meine Freunde sehen“ gefunden und es wurde von einem Suizid ausgegangen. Teilweise wurde er in Medienberichten bereits unmittelbar nach seinem Tod als 159. Todesopfer der Halloweenkatastrophe betrachtet und es wurde in der Folge im Zusammenhang mit der Halloweenkatastrophe in einigen Medienberichten von 159 Todesopfern gesprochen, während andere weiterhin 158 Todesopfer angaben. Sein Tod löste eine Kontroverse über eine mangelnde Behandlung der psychischen Gesundheit der Überlebenden der Katastrophe aus. Eine Gruppe von Hinterbliebenenfamilien kritisierte nach seinem Tod öffentlich, es fehle an Unterstützung für von der Halloweenkatastrophe traumatisch Belasteten. Das Ministerium für Inneres und Sicherheit erkannte ihn am 3. Januar 2023 mit Verweis auf Rechts- und Medizinfachleute offiziell als 159. Todesopfer des Massengedränges in Itaewon an und sagte seinen Hinterbliebenen Anspruch auf die gleiche staatliche Unterstützung inklusive finanzieller Entlastungen wie für die Hinterbliebenen der anderen Todesopfer zu.

### Identifizierung der Todesopfer
In den Morgenstunden wurden die Leichname in eine Sporthalle transportiert, um Identifizierungen durch Angehörige zu ermöglichen. Die südkoreanischen Behörden teilten mit, es sei anfänglich schwierig gewesen, die Verstorbenen aufgrund ihrer Halloween-Kostüme, oder weil sie keinen Ausweis bei sich trugen, zu identifizieren. Das Hannam-dong-Gemeindedienstzentrum schuf ein temporäres Vermisstenzentrum. Beamte, die normalerweise Geburtsurkunden oder Hausregistrierungen bearbeiten, halfen bei der Identifizierung von Verunglückten. Das Wonhyoro-Sportzentrum, eines der provisorischen Leichenhäuser, wurde in ein Fundbüro für die Identifizierung von Kleidung und anderen Gegenständen der Opfer umgewandelt. Es wurden über 800 Gegenstände geborgen. Mobiltelefone und Personalausweise wurden bei einer örtlichen Polizeistation aufbewahrt.

### Namentliche Veröffentlichung der Todesopfer
Es wurde keine offizielle Liste der Verstorbenen veröffentlicht.
Am 14. November 2022 veröffentlichten Medien eine Liste mit den Namen von 155 Todesopfern. Zwar war die Identität einiger Opfer durch in- und ausländische Medienberichte schon zuvor bekanntgemacht worden, doch handelte es sich bei den Veröffentlichungen vom 14. November erstmals um eine zu diesem Zeitpunkt vollständige Aufführung der Namen der Todesopfer. Diese schloss auch 23 ausländische Opfer ein und enthielt lediglich noch nicht die zuletzt im Krankenhaus verstorbenen Opfer.
Die südkoreanische Website, die die 155 Namen gesammelt und veröffentlicht hatte, wurde dafür rasch verurteilt. Die nach südkoreanischem Recht gesetzeswidrige Veröffentlichung der Namen ohne vorherige Zustimmung der Angehörigen der Opfer führte laut dem südkoreanischen Außenministerium zu einer Beschwerde durch eine ausländische Botschaft in Seoul am 15. November und löste Medienberichten zufolge eine Kontroverse aus. Der russische Botschafter in Südkorea, Andrei Kulik, äußerte Kritik über die Offenlegung der Namen der Opfer. Ein Beamter der russischen Botschaft in Seoul sagte der Korea Times, Kulik habe gesagt, „dass es unangemessen sei, die Namen der Opfer der Itaewon-Tragödie ohne die Zustimmung ihrer Familienangehörigen preiszugeben“. Das südkoreanische Außenministerium teilte mit, dass von den mindestens 26 ausländischen Todesopfern, die sich unter den zu diesem Zeitpunkt insgesamt 158 Todesopfern befanden, die Familien von 25 Opfern keine Bekanntgabe derer Namen und die Familien von acht der ausländischen Todesopfer auch keiner Bekanntgabe derer Nationalitäten zugestimmt hatten.
Citizen Press Dandelion als eines der politisch linksgerichteten Online-Medien, die die Liste veröffentlicht hatten, rechtfertigte die namentliche Veröffentlichung der Opferliste damit, dass Politiker und konservative Medien nach Meinung des Onlinemediums versuchten, die Identität der Opfer anonym zu halten, so dass die Anonymität der Opfer die Politisierung und politische Manipulation der Tragödie ermögliche. Das Medium Mindel, das die Liste veröffentlicht hatte, argumentierte, dass ausländische Medien wie The New York Times und The Washington Post bereits über viele Opfer mit deren Realnamen berichtet hatten. Katholische Priester der Catholic Priests’ Association for Justice (CPAJ) schlossen sich der politischen Kampagne der beiden Onlinemedien an und verlasen bei einer Gedenkfeier am 14. November 2022 in der Seouler Innenstadt die Namen sämtlicher 158 Todesopfer in alphabetischer Reihenfolge.
Gegen die Veröffentlichung wurde argumentiert, dass eine solche plötzliche Offenlegung den Hinterbliebenen, die bereits mit der Trauer nach dem Verlust zu kämpfen haben, weiteren Schaden zufügen könnte. Chung Jin-suk, Vorsitzender der südkoreanischen Regierungspartei, kritisierte den Internetdienst Mindeulle für die Veröffentlichung einer Namensliste von 155 der Verunglückten, die Mindeulle am 14. November 2022 ohne die Zustimmung ihrer Familien auf seine Website gestellt hatte.
Die Polizei begann am 16. November 2022 mit Ermittlungen gegen die beiden Online-Medien Citizen Press Dandelion und Citizen Press The Investigation. Lee Hae-sik von der Demokratischen Partei Koreas sagte: „Um sie angemessen zu gedenken, ist es richtig, (die Namen) offenzulegen. Wir sollten die Familien davon überzeugen, sie offenzulegen, einen Gedenkort zu schaffen und die Menschen wissen zu lassen, wie sie gelebt haben und gestorben sind“. Die DPK sagte: „Der von der Regierung geführte Trauerprozess ist eine Beleidigung für die Verstorbenen, die richtige Trauer beginnt, wenn man die Namen der Verlorenen nennen kann.“
Am 26. Januar 2023 führte die SMPA eine Operation zur Durchsuchung und Beschlagnahme im Büro von Mindeulle im Bezirk Mapo auf Basis eines Durchsuchungsbefehls durch, der Anklagen wegen Weitergabe vertraulicher Informationen für offizielle Zwecke und wegen Verstoßes gegen das Gesetz zum Schutz personenbezogener Daten enthielt. Am 27. Januar 2023 beschuldigte ein Stadtrat und PPP-Mitglied, Lee Jong-bae, das Medienunternehmen, gegen das Gesetz zum Schutz personenbezogener Daten verstoßen zu haben. Mit derselben Beschuldigung hatten auch konservative Interessengruppen Beschwerden bei der Polizei eingereicht.

## Reaktionen

### National
Die Halloweenkatastrophe in Itaewon wurde in Südkorea größtenteils auf ein durch Inkompetenz und Gleichgültigkeit geprägtes Vorgehen des südkoreanischen Staates zurückgeführt. Am 30. Oktober 2022 hatte Innenminister Lee Sang-min behauptet, dass die Katastrophe auch dann nicht hätte verhindert werden können, wenn eine höhere Anzahl von Einsatzkräften durch Polizei und Feuerwehr vorbeugend entsendet worden wäre. Obwohl sowohl Lee als auch die dem Innenministerium untergeordnete Polizei in der Folge wiederholt eigene Fehler und Versagen einräumen mussten, erklärte sich kein offizieller Vertreter konkret bereit, Verantwortung auf sich zu nehmen. Am 1. Januar 2023 entschuldigte sich Innenminister Lee für seine unangemessenen Äußerungen über die Itaewon-Katastrophe bei einer Vollversammlung des Ausschusses für öffentliche Verwaltung und Sicherheit der Nationalversammlung. Bis Innenminister Lee am 6. Januar 2023 im Namen der Regierung eine Entschuldigung anbot, waren in den vorangegangenen zwei Monaten lediglich die Leiter des Bezirksamtes Yongsan und der Polizeiwache Yongsan verhaftet. Von den Staatsbediensteten übernahm weiterhin keiner die Verantwortung.

#### Maßnahmen von Regierung und Verwaltung

##### Südkoreas Staatspräsident
Der Präsident Südkoreas, Yoon Suk-yeol, leitete in der Nacht zum 30. Oktober 2022 eine Notfallsitzung. Zuvor ordnete er an, weiteres Notfallpersonal in das Areal zu entsenden und Krankenhausbetten vorzubereiten. Am Morgen des 30. Oktober besuchte Yoon die Unglücksstelle in Itaewon.
In einer Fernsehansprache an die Nation sprach Yoon von einer „Tragödie und Katastrophe“, die „nicht hätte passieren dürfen“. Während Yoon den hinterbliebenen Familien sein „Beileid“ aussprach, vermied er eine ausdrückliche Entschuldigung und erklärte, dass „Personen, die besonders verantwortlich sind“, zur Rechenschaft gezogen werden sollten. Wörtlich kondolierte Yoon: „Ich spreche den Opfern des Unglücks mein Beileid aus und hoffe, dass die Verletzten bald wieder gesund werden. Mein Mitgefühl gilt den Familienangehörigen der Opfer, die unter dem Verlust eines geliebten Menschen zu leiden haben“. Yoon kündigte bereits kurz nach der Katastrophe an, den Vorfall gründlich untersuchen zu lassen und Sorge dafür zu tragen, dass ein solches Unglück nie wieder geschehen werde.
Yoon ordnete eine einwöchige Staatstrauer an. Am 31. Oktober 2022 besuchte Yoon einen Gedenkaltar für die Verunglückten in der Innenstadt von Seoul.

##### Seouls Bürgermeister
Der Bürgermeister von Seoul, Oh Se-hoon, der zum Zeitpunkt des Unglücks auf Besuch in Europa war, kündigte seine sofortige Rückkehr an.

##### Staatstrauer
Bis zum Ende der vom Staatspräsidenten verhängten Staatstrauer am 5. November 2022 sollten Flaggen auf halbmast gesetzt werden und Angestellte im öffentlichen Dienst sowie Beamte Trauerflor tragen. Während einige das schwarze Band, das auch bei anderen Anlässen verwendet wird, mit der Aufschrift „謹弔(Geunjo)“ offen zeigten, trugen andere es mit der Rückseite nach oben gewendet und damit ohne lesbare Aufschrift. Veranstaltungen, darunter auch Sportveranstaltungen, wurden auf die Zeit nach der Staatstrauer verschoben.

#### Teilnahme an Trauer und Gedenken
Bürger, darunter auch Staatspräsident Yoon, besuchten am 31. Oktober über den ganzen Tag hinweg Gedenkstätten in ganz Seoul.

##### Offizielle Gedenkstätten (während der Staatstrauer)
Das Bezirksamt von Yongsan-gu errichtete am 31. Oktober einen Gedenkaltar in der Nähe der U-Bahnstation Noksapyeong für die Nutzung in der Zeit vom 31. Oktober bis zum 5. November 2022. Die Aufzeichnungen dieses Gedenkaltars sollen an das städtische Archiv (Seoul Metropolitan Archives) übergeben werden. Traueraltäre wurden bis zum 31. Oktober auch in 17 weiteren südkoreanischen Städten errichtet, inklusive Busan, Daegu und Incheon. Das südkoreanische Gesundheitsministerium bot an verschiedenen Traueraltären und in einer mobilen Einrichtung psychologische Unterstützung an.

##### Inoffizielle Gedenkstätte (an der U-Bahnstation Itaewon)
Vor dem direkt zur Seitengasse des Massenunglücks führenden Ausgang 1 (Exit 1) der U-Bahnstation Itaewon wurde von Bürgern eine provisorische Gedenkstätte errichtet. Medienangaben zufolge hatte zunächst eine Person einen Strauß weißer Chrysanthemen neben dem Ausgang zurückgelassen, worauf die Anzahl der dort abgelegten Blumensträuße zunächst auf vier (um 15 Uhr am 30. Oktober) und dann innerhalb von fünf weiteren Stunden auf Hunderte angestiegen war, so dass die Blumen bereits eine Seite eines Geländers am Exit 1 ausfüllten. Insbesondere dieser Ausgang wurde in der Folge ausgewählt, um dort durch Hinterlassen von weißen Blumen, handgeschriebenen Haftnotizen oder alkoholgefüllten Tassen der Opfer zu gedenken. An den Wänden der Treppen in der U-Bahnstation wurden von Trauernden hinterlassene Briefe befestigt. Nach koreanischem Bestattungsbrauch wurden mit der Zeit auch viele verschiedene andere Lebensmittel als Opfergaben hinterlassen. Während die von der Zentralregierung oder von lokalen Regierungsstellen für die Itaewon-Katastrophe errichteten Traueraltäre mit Beendigung der Staatstrauer wieder geschlossen worden waren, nahm die provisorische Gedenkstätte am Exit 1 der U-Bahnstation Itaewon weiterhin an Umfang zu. Ehrenamtliche Helfer kümmerten sich – teils in organisierten Gruppen – um die Pflege und Instandhaltung der improvisierten Gedenkstätte und deckten diese beispielsweise an Regentagen mit Plastikfolien ab. Die von den Bürgern am Exit 1 der U-Bahnstation Itaewon hinterlassenen, handbeschriebenen Gedenknotizen wurden von einem Team der Zeitung Hankyoreh zwischen dem 30. Oktober und 7. November 2022 fotografisch dokumentiert und über 3500 dieser Gedenknotizen für Auswertungen transkribiert. Auch noch nach Mitte Dezember 2022 würdigten rund um die U-Bahnstation Itaewon weiterhin Trauernde die Opfer der Halloweenkatastrophe durch Hinterlassen von Blumen und Beileidsbekundungen.

##### Buddhistische Orden
Am 1. November 2022 versammelten sich buddhistische Mönche und Sangha-Mitglieder im Zentrum von Seoul unter Vertretern der sieben großen religiösen Orden Südkoreas, um der Menschen zu gedenken. Der Präsident von Südkoreas größtem buddhistischen Orden, dem Jogye-Orden, Ven. Jinwoo sagte, „Eine solche Katastrophe sollte nie wieder passieren, und wir beten für die Wiedergeburt der Opfer im Paradies“. Die Delegierten kamen von der Korean Conference of Religions for Peace, einem beratenden Gremium, das die wichtigsten Religionsgemeinschaften in Südkorea vertritt.
Nach Ende der Staatstrauer und Schließung der offiziellen Traueraltäre führte ein Ausschuss des Jogye-Ordens vom 9. bis 11. November 2022 buddhistische Riten an der von Bürgern improvisierten Gedenkstätte an Exit 1 der U-Bahnstation Itaewon durch und forderte neben einer zügigen Untersuchung der Itaewon-Katastrophe auch die Einrichtung einer Gedenkstätte als Raum für hinterbliebene Familien, um sich gegenseitig zu trösten und zu unterstützen.

##### Oppositionelle Mahnwache
Am 5. November 2022 fand in Seoul eine Mahnwache für die Verunglückten in Seoul statt. Die Mahnwache wurde von einer Bürger-Organisation organisiert, die der größten Oppositionspartei in Südkorea nahesteht. Viele der Teilnehmenden riefen die Regierung von Präsident Yoon Suk-yeol dazu auf, die Verantwortung für die Katastrophe zu übernehmen. In der Nähe wurde von progressiven Jugendgruppen eine eigene Kerzenlicht-Mahnwache organisiert.

##### Gedenkstätte der Bürgervereinigung (auf dem Itaewon-Platz)
Am 14. Dezember 2022 wurde auf dem Itaewon-Platz im Bezirk Yongsan ein Gedenkaltar für die Opfer des Massengedränges von Itaewon eröffnet, der von einer Bürgervereinigung errichtet worden war, die sich zum einen aus Hinterbliebenen von Todesopfern der Halloweenkatastrophe und zum anderen aus der Gruppierung The Oct. 29 Itaewon Disaster Countermeasures Organization of Daejeon zusammensetzte. Der Gedenkaltar stellte die Fotos und Gedenktafeln nicht aller, sondern von 76 oder 77 der 158 Todesopfer aus, während andere Hinterbliebenenfamilien darum gebeten hatten, dass ihre Verstorbenen von dem Gedenkaltar ausgenommen werden. Die von der Regierung betriebenen Gedenkaltäre, die unmittelbar nach der Katastrophe in ganz Südkorea errichtet worden waren, um der Öffentlichkeit während der Staatstrauer ein Gedenken an die Todesopfer zu ermöglichen, hatten weder Porträtbilder noch Namensschilder der Opfer enthalten. The Oct. 29 Itaewon Disaster Countermeasures Organization of Daejeon kritisierte, dass die von der Regierung installierte gemeinsame Gedenkstätte alle Todesopfer umschlossen hatte, ohne dass zuvor die Zustimmung der Hinterbliebenen eingeholt worden war. Bei der Eröffnung des Gedenkaltars beschuldigten die Hinterbliebenen die südkoreanische Regierung es versäumt zu haben, angemessene Maßnahmen zur Ehrung der Todesopfer zu ergreifen, wie etwa durch Einrichtung eines Denkmals. Sie warfen der Regierung vor, sie habe stattdessen versucht zu verhindern, dass die Familien der Todesopfer zusammenkommen. Die The Oct. 29 Itaewon Disaster Countermeasures Organization of Daejeon war von 47 bürgerlichen, sozialen und religiösen Gruppen und politischen Parteien gegründet worden und hatte am 12. Dezember vor dem Rathaus von Daejeon eine Pressekonferenz mit einer Gruppe von 97 Angehörigen von Todesopfern der Halloweenkatastrophe abgehalten, auf der beide Gruppen die südkoreanische Regierung aufgefordert hatten, die Verantwortlichen zu ermitteln und die Ehre der Todesopfer wiederherzustellen. Die The Oct. 29 Itaewon Disaster Countermeasures Organization of Daejeon hatte erklärt, die südkoreanische Regierung habe nach der Itaewon-Katastrophe die vor Ort operativ eingesetzten Beamten verantwortlich gemacht und „kosmetische Maßnahmen“ wie den Betrieb eines Gedenkaltars ohne Zustimmung der Hinterbliebenen durchgeführt.

#### Hinterbliebene der Opfer
Am 22. November 2022 hielten Hinterbliebene von einigen Opfern der Katastrophe eine Pressekonferenz ab. In einem Sechs-Punkte-Vorschlag wurde unter anderem eine gründliche Untersuchung der Verantwortlichen und die Vermeidung von Folgeschäden gefordert. Die Pressekonferenz wurde von der gemeinnützigen Interessenvertretung Lawyers for a Democratic Society oder „Minbyun“ organisiert.
Am 21. Dezember 2022 forderten die Hinterbliebenen vieler Opfer der Halloweenkatastrophe mehr und schnellere Gerechtigkeit und beklagten das Anhalten eines weit verbreiteten „Rechenschaftsversagens“. Der Vertreter einer Gruppe der Familien, Lee Jeong-min, bemängelte, die am 20. Dezember vom polizeilichen Sonderermittlungsteam beantragte Verhaftung der beiden Polizeibeamten Lee Im-jae Song Byung-joo hätte schon „vor langer Zeit“ vollzogen werden sollen. Die Gruppe der Hinterbliebenenfamilien forderte eine „rigorose und gründliche Untersuchung“ von Spitzenbeamten. Die Gruppe verlangte zudem „aktive Unterstützungsmaßnahmen“ für hinterbliebene Familien und für die nahezu 200 verletzten Überlebenden der Halloweenkatastrophe. Zudem erwartete die Gruppe eine „aufrichtige Entschuldigung“ durch Staatspräsident Yoon.
Vonseiten Hinterbliebener kam es auch zu Protesten gegen und Kritik an Ministerpräsident Han Duck-soo, dessen Regierung ein Mangel an Kommunikation mit den Hinterbliebenen vorgeworfen wurde.
Am 6. Januar 2023 kam es zu einem Treffen des Führers einer Gruppe der Hinterbliebenen, Lee Jong-chul, mit dem Sprecher der Nationalversammlung, Kim Jin-pyo, im Parlamentsgebäude in Seoul. Die polizeilichen Ermittlungen wurden von den Hinterbliebenen hinter Lee Jong-chul dafür kritisiert, dass sie es versäumt hätten, Spitzenbeamte zur Rechenschaft zu ziehen.
Der Experte für Konfliktbewältigung Cha Ji-ho (Korea Advanced Institute of Science and Technology) kritisierte am 10. Januar 2023 auf einer öffentlichen Anhörung im Rahmen der parlamentarischen Untersuchung zur Itaewonkastrophe, die Opfer und Hinterbliebenen seien zu wenig in die Diskussionen nach der Katastrophe einbezogen wurden. Er bezeichnete es als „verwunderlich“ und als Hauptunterschied zwischen dem koreanischen Katastrophenschutzsystem und dem einiger anderer Länder, dass die Opfer und Hinterbliebenen der Opfer nicht einbezogen worden seien und dass ihnen keine Gelegenheit gegeben worden sei, den Experten und Abgeordneten der parlamentarischen Untersuchung Fragen zu stellen.
Nachdem Hinterbliebene der Opfer von der südkoreanischen Regierung Rechenschaft über die ihrer Meinung nach verpfuschte Reaktion auf die Katastrophe gefordert hatten, griffen einige Social-Media-User und rechtsextreme Gruppen ihre Aktivitäten an und unterstellten ihnen lokalen Medien zufolge, lediglich größere finanzielle Hilfe erwirken oder die Regierung Yoon untergraben zu wollen. Ein laut der Nachrichtenagentur AFP retuschiertes Foto, das durch eine Bildmontage Lee Jong-chul für ein Interview vor den gerahmten Porträts der beiden ehemaligen nordkoreanischer Führer Kim Il Sung und Kim Jong Il zu zeigen scheint, wurde erstmals auf der für satirische und spöttische Inhalte bekannten rechtsextremen Website Ilbe veröffentlicht, erschien am 19. Januar 2023 auf der südkoreanischen Social-Media-Plattform Band (Software) und wurde auch auf Facebook und Twitter in Umlauf gebracht. Einige User stellten das Bild in Form von Tatsachenbehauptungen oder Verhöhnungen als Beweis dafür dar, dass Lee und andere Familien der Itaewon-Opfer mit der Regierung Nordkoreas verbunden sein könnte.

### Kommerziell
Südkoreas Unterhaltungsbereich zog alle Halloween-Produkte aus den Verkaufsregalen zurück und sagte alle Veranstaltungen ab. Es wurden alle Freizeitparks geschlossen, inklusive Everland in Yongin und Lotte World in Jamsil-dong. Starbucks-Verkaufsstellen beendeten Halloween-Werbeaktionen und stoppten den Verkauf von Halloween-Themen-Getränken. In der Musikindustrie wurden Konzerte abgesagt, und Albumveröffentlichungspläne einiger Künstler vorübergehend verschoben.
Lee Eun Hee, Professor für Verbraucherstudien an der Inha University, sagte, „Wenn ein Geschäftsviertel aus irgendeinem Grund zu sterben beginnt, bricht es ohne Unterbrechung zusammen. Erst wenn die Trauer über die Tragödie nachlässt und die Menschen erkennen, dass Itaewon als Ganzes sicher ist, kann das Gewerbegebiet wiederbelebt werden.“
Auch in der Weihnachtszeit 2022 litten nicht nur die Geschäfte um die U-Bahnstation Itaewon und im Gebiet der „World Food Culture Street“, sondern auch die umliegenden Geschäftsviertel noch immer wirtschaftlich unter den Folgen der Halloweenkatastrophe, da es dort selbst während der Urlaubszeit kaum Kunden gab. Berichten zufolge soll in Itaewon zur Weihnachtszeit 2023 lediglich 10 Prozent des Kundenaufkommens der vorjährigen Weihnachtszeit verzeichnet worden sein, während zur gleichen Zeit in anderen beliebten Seouler Ausgehvierteln wie Hongdae und Myeongdong große Besuchermengen zu beobachten waren und die Polizei dorthin zusätzliches Personal entsandte, um mögliche „Unfälle“ zu verhindern.

### International
Verschiedene Staats- und Regierungschefs kondolierten innerhalb des ersten Tages nach der Katastrophe den Angehörigen der Opfer und erklärten der südkoreanischen Bevölkerung ihr Mitgefühl.
- Volksrepublik China – Der chinesische Staatspräsident Xi Jinping sandte eine Botschaft an Präsident Yoon Suk Yeol, um den Familien der Todesopfer und den Verletzten sein aufrichtiges Mitgefühl auszusprechen.[152]

- Deutschland – Der deutsche Bundeskanzler Olaf Scholz drückte sein Beileid aus, die Ereignisse seien erschütternd und Deutschland stehe an der Seite Südkoreas.[153] Der deutsche Bundespräsident Frank-Walter Steinmeier legte zum Auftakt eines Korea-Besuches in Begleitung seiner Ehefrau am Gedenkort am Rathaus von Seoul zum Gedenken an die Opfer der Halloween-Katastrophe Blumen nieder und sagte: „Wir trauern mit dem koreanischen Volk“.[154]

- Japan – Japans Ministerpräsident Fumio Kishida kondolierte im Namen des japanischen Volkes. Er sei tief traurig und bete für die schnelle Erholung der Verletzten.[155]

In Japan war nach der Itaewon-Katastrophe die Polizei am 31. Oktober 2022 auf den breiten Alleen und in den engen Gassen von Tokios berühmtem Stadtviertel Shibuya stark präsent und forderte auf der weltbekannten Alle-gehen-Kreuzung in Shibuya (japanisch: 渋谷スクランブル交差点; oder englisch: Shibuya Crossing) ständig die Menschen auf in Bewegung zu bleiben, während sie zugleich den Strom der Menschenmenge dirigierte, indem sie Polizeiketten entlang des Zebrastreifens bildete. Die oft „DJ-Polizei“ genannten Polizisten auf erhöhten Plattformen gaben fortlaufend Ankündigungen heraus, um beispielsweise die Menschen in der Menge aufzufordern, während der Straßenüberquerung nicht anzuhalten um Fotos zu machen. Obwohl die Halloween-Feierlichkeiten auf einen ruhigeren Wochentag fielen, schien die Größe der Menschenmenge in Shibuya infolge der gelockerten COVID-19-Beschränkungen und am 11. Oktober 2022 vollzogenen vollständigen Wiedereröffnung Japans für ausländische Touristen etwa auf dem Niveau vor der COVID-19-Pandemie (über 40.000 Besucher im Bezirk Shibuya in der Halloween-Nacht 2019) zu liegen.
- Vereinigte Staaten – US-Präsident Joe Biden sagte, er und seine Frau Jill trauerten mit den Menschen in Südkorea. „Die Allianz zwischen unseren Ländern war niemals pulsierender und lebendiger – und die Beziehungen zwischen unseren Bürgern so stark wie nie“.[157]

## Kritik
Anders als bei anderen Massenunglücksvorfällen, die sich international kurz vor der Halloweenkatastrophe vom 29. Oktober 2022 ereignet hatten, wie etwa die Massenpanik beim Astroworld-Festival 2021 in Houston oder die Massenpanik im Kanjuruhan-Stadion 2022 in Malang (Indonesien), bei denen sich die Kritik bald gegen die Organisationen und Sicherheitskräfte richtete, die für die Koordinierung und Durchführung dieser Großveranstaltungen verantwortlich waren, existierten bei den Halloween-Feierlichkeiten in Itaewon keine offiziellen Veranstaltungssponsoren oder Organisatoren. Im Fall der Halloweenkatastrophe von Itaewon wiesen die zur Katastrophe führenden Ereignisse jedoch auf Mängel in der staatlichen Beaufsichtigung wie etwa Fehler durch die Polizeibehörde hin. Mehrere Behörden wurden beschuldigt, in Bezug auf Crowd-control-Maßnahmen versagt zu haben. Investigativberichte der The Washington Post beispielsweise ergaben, dass beim Massengedränge in Itaewon – ähnlich wie auch beim Massengedränge im Kanjuruhan-Stadion in Malang – schwerwiegende Fehler vonseiten der Behörden zu der hohen Anzahl an Todesopfern beigetragen hatten, im Falle Itaewons durch eine langsame Reaktion der Polizei und mangelnde Steuerung der Menschenmenge. Neben der verspäteten Reaktion der Polizei gerieten auch die verspäteten Reaktionen der Feuerwehr und des Bezirksamts Yongsan in die Kritik und wurden Gegenstand von Ermittlungen. In der Folge nahm der Diskurs um die Itaewon-Katastrophe einen zunehmend politischen Charakter an und es wuchs der Druck seitens der Bevölkerung, dass die südkoreanische Regierung und Staatspräsident Yoon die Verantwortung für inkompetente Behandlung der Ereignisse übernehmen sollten. Oppositionspolitiker forderten, dass der die Polizei beaufsichtigende Innenminister die Verantwortung übernimmt und zurücktritt, fanden aber darin zunächst keine Unterstützung durch den Staatspräsidenten.

### Kritik an der Behandlung der Notrufe
Anschließende Untersuchungen ergaben, dass es bereits Stunden vor dem Unglück mehrere Telefonanrufe bei der Polizei gegeben hatte, in denen besorgte Personen auf die Menschenmassen, die immer weiter zunahmen und in die engen Gassen strömten, hinwiesen. Anwohner der Gegend berichteten, dass die Straßen so dicht mit Menschen gefüllt waren, dass man kaum das Haus verlassen konnte. Die Polizei hatte zuerst erklärt, dass der erste Notruf am Samstag um 22.15 Uhr Ortszeit bei der Feuerwehr eingegangen sei. Transkripte von Notrufen belegen aber, dass bereits um 18.34 Uhr ein Anrufer um Hilfe bat. Bei einem Notruf um 20.09 Uhr hieß es, „Hier sind zu viele Menschen, sie werden geschoben, niedergetrampelt, verletzt. Es ist chaotisch. Sie müssen das unter Kontrolle bringen.“ Ministerpräsident Han Duck-soo sagte, die Anrufer hätten „furchtbar dringend Hilfe oder ein Einschreiten der Polizei gebraucht“. Das südkoreanische Innenministerium kündigte daraufhin eine Reform der Notrufzentralen an.

### Kritik an Prävention und Reaktion des Bevölkerungsschutzes
Es gab Kritik, die Behörden hätten die Menschenmassen nicht kontrolliert, was der südkoreanische Innenminister Lee Sang min jedoch zurückwies. Da die Halloween-Party keine angemeldete Veranstaltung gewesen war, hätten die Massen auch nicht durch mehr Polizei verhindert werden können. Die Behauptung des Innenministers, dass eine höhere Anzahl eingesetzter Polizisten und Feuerwehrleute die Katastrophe nicht hätte verhindern können, löste eine öffentliche Gegenreaktion aus.
Nachdem die Polizei erklärt hatte, dass 137 Beamte in Itaewon im Einsatz gewesen seien und damit deutlich mehr als bei den Halloween-Feiern in den Jahren zuvor, wiesen südkoreanische Medien darauf hin, dass sich der Einsatz der meisten Polizisten jedoch auf die Unterbindung von Drogenkonsum und Sexualdelikten der Feiernden fokussierte, statt auf die Lenkung und Kontrolle der Menschenmenge.
Direkt nach dem Unglück äußerten Augenzeugen die Ansicht, dass die Maßnahmen und das Verhalten der Polizei inadäquat gewesen seien. Dies wurde in einer Pressekonferenz am 1. November 2022 vom Leiter der südkoreanischen Polizei offiziell eingeräumt. In Vorbereitung auf die Halloween-Feiern hatte es mehrere Treffen zwischen Vertretern des Stadtbezirks, der örtlichen Polizei, örtlichen Geschäftsleuten und dem Aufseher der örtlichen U-Bahnstation gegeben, in denen verschiedene Problemfelder besprochen worden waren, so z. B. Minimierung des SARS-CoV-2-Infektionsrisikos, Vorgehen gegen Drogenhandel etc. Die Möglichkeit einer Überfüllung durch zu viele Besucher war dabei offenkundig nicht thematisiert worden. Ein Grund für den Massenandrang war die Nähe der U-Bahnstation Itaewon. Polizeivertreter warfen der U-Bahn-Direktion vor, nicht einem Polizeivorschlag gefolgt zu sein, den Ausstieg an der Station Itaewon zu unterbinden. Vertreter der U-Bahn Seoul widersprachen dem und erklärten, dass ein entsprechendes offizielles Ersuchen der Polizei erst eine Stunde nach dem Unglück eingegangen sei. Polizeivertreter äußerten auch, dass sie von Geschäftsleuten gebeten worden seien, die Polizeipräsenz zu reduzieren, da sich diese negativ auf die Geschäftserwartungen auswirke. Dies wurde von der örtlichen Vereinigung der Geschäftsleute dementiert. Der Generalkommissar der Koreanischen Nationalen Polizeibehörde Yoon Hee-keun, der sich am Tag des Unglücks nicht im Dienst befand, wusste nichts über die Situation in Itaewon, bis er schlafen ging. Yoon Hee-keun räumte eine „schwere Verantwortung“ ein. Er sagte, Beamte hätten am Samstag früh eingehende Notrufe über das sich anbahnende Desaster nicht effektiv behandelt. Die Polizei habe bereits vor dem Unglück von einer „großen Menschenmenge“ erfahren, was ein „dringender Hinweis auf Gefahr“ gewesen sei. Präsident Yoon Suk Yeol sagte, dass es in Südkorea an Forschung zu Massenkontrolle ein Defizit gebe. Unbemannte Luftfahrzeuge und andere High-Tech-Ressourcen müssten dafür entwickelt werden. „Die Sicherheit der Menschen ist wichtig, unabhängig davon, ob es einen Veranstalter gibt oder nicht“. Ein Echtzeit-Überwachungssystem für Menschenansammlungen auf Basis von Handydaten war laut Medienberichten am Unglückstag inaktiv.
Young-ook Kim, Experte für Massenbewegungen und räumliche Anordnung und Verhalten an der Sejong-Universität in Seoul, sagte in der Washington Post, „Wenn man nur den Ort begutachtet und mögliche Gegenmaßnahmen besprochen hätte, hätte jeder, der über Instinkt und Erfahrung verfügt, die Situation vorhersehen können.“

### Kritik am Sprachgebrauch zum Unglück

#### Kritik an der Bezeichnung „Unfall“ statt „crowd crush“ und „Katastrophe“
Polizeiliche Ermittlungen hatten nach der Itaewonkatastrophe ergeben, dass am Tag der Katastrophe mehrere Notrufe bei der Hotline 112 getätigt wurden, die speziell den Begriff „Crowd Crush“ zur Beschreibung der Situation verwendeten.
Der südkoreanische Staat hatte angekündigt, für das Ereignis statt der Bezeichnung „Katastrophe“ die Form „Unfall“ zu verwenden, um Schaden am Ruf Itaewons als beliebtes Touristenziel zu vermeiden. Die Entscheidung rief zunehmende Empörung in der Öffentlichkeit hervor. Es wurde eingewendet, dass die Bezeichnung „Unfall“ suggeriere, dass das Massenunglück in Itaewon zufällig geschehen sei, obwohl der zu diesem Zeitpunkt noch nicht durch Untersuchungen überprüfte Verdacht bestand, dass das Massenunglück vielmehr in Zusammenhang mit unzureichenden Maßnahmen des Bevölkerungsschutzes zu sehen sein könnte.
Am 7. Dezember 2022 beschuldigte ein Mitglied des Sonderausschusses zur parlamentarischen Untersuchung der Katastrophe von Itaewon, die DPK-Abgeordnete Shin Hyun-young, Staatspräsident Yoon, er habe auf einer unter seinem Vorsitz am 30. Oktober gehaltenen Notfallsitzung der Central Disaster and Safety Countermeasures Headquarters hochrangigen Funktionsträgern (unter anderem im Gesundheitsministerium und in der National Fire Agency), die für die Reaktion auf die Itaewonkatastrophe zuständig waren, geraten, statt des Begriffs „crowd crush“ den Ausdruck „Unfall“ zu verwenden. Shin forderte eine Klärung der Frage, ob die Regierung versucht habe, das Wesen der Katastrophe zu verzerren. Polizeiliche Ermittlungen ergaben nach dem Vorfall, dass am Tag der Tragödie mehrere Notrufe bei der Hotline 112 getätigt wurden, die sich speziell auf den Begriff „Crowd Crush“ bezogen, um die chaotische Situation zu beschreiben.

#### Kritik an Bezeichnungen wie „Verluste“ oder „Verstorbene“ statt „Opfer“
Eine ähnliche Kontroverse wie um die Bezeichnung „Unfall“ fand um die Vermeidung des Begriffes „Opfer“ statt. Berichte hatten enthüllt, dass das Ministerium für Inneres und Sicherheit am 31. Oktober in einem offiziellen Dokument angeordnet hatte, dass die Todesopfer des Massengedränges mit Begriffen wie „Verluste“ oder „Verstorbene“ (vom Koreanischen ins Englische übersetzt: mit Begriffen wie „casualties“ oder „deceased“) bezeichnet werden sollten. In dem Dokument wurde für die Itaewon-Katastrophe zudem die Bezeichnung „Itaewon-Unfall“ verwendet.

#### Kritik an Bezeichnungen wie „Massenpanik“ oder „Stampede“

Schematische Darstellung des Dominoeffekts

Experten wie beispielsweise Milad Haghani (School of Civil and Environmental Engineering an der University of New South Wales), Edwin Galea (University of Greenwich) oder John Drury (University of Sussex) vertraten bereits wenige Tage nach dem Unglück die Ansicht, dass die in den Medien vorherrschenden Bezeichnungen wie „Massenpanik“ (im Englischen: „stampede“ oder „crowd surge“) inkorrekt seien, da sie voraussetzen würden, dass den Menschen in der Menge Platz zur Bewegung zur Verfügung gestanden hätte. Der Experte G. Keith Still (University of Suffolk) lehnte mit dem gleichen Argument den Begriff stampede als inkorrekt ab, hielt aber crowd crush oder crowd surge für geeignete Bezeichnungen. Auch bei der deutschen Bezeichnung „Massenpanik“ für eine zunehmend gefährliche Ansammlung von Menschen handelt es sich nach Ansicht von Forschern um eine Fehlbezeichnung. Laut Experten wie Haghani hatte die Seitengasse, in der sich das Massenunglück in Itaewon ereignet hatte, durch eine Verengung am Hamilton-Hotel auf lediglich 3,2 Meter die Charakteristik eines „Flaschenhalses“ erhalten. Bei dem Phänomen, das sich auch auf der Halloween-Katastrophe in Seoul zugetragen hat, können die Menschen in der Menge nach Ansicht von Experten wie Still, begünstigt von der Geometrie des Schauplatzes des Unglücks, wie in einem „Dominoeffekt“ umfallen und dann nicht mehr aufstehen.
Experten wie Haghani, Galea, Drury oder Still hoben zudem hervor, dass ein solch inkorrekter Sprachgebrauch rechtliche Konsequenzen implementierte, irreführend sei und die Schuld an dem Unglück von den Organisatoren und Behörden auf die betroffenen Opfer in der Menschenmenge verschiebe. Haghani zufolge suggerierte der inkorrekte Sprachgebrauch fälschlicherweise, dass die in das Ereignis involvierten Menschen eine Art Fehl- oder regelwidriges Verhalten gezeigt hätten. Der Experte Armin Seyfried (Forschungszentrum Jülich) stellt die Bezeichnung „Massenpanik“ infrage, weil dieser impliziere, dass Menschen in solchen Situationen irrational handeln und eine Mitschuld tragen. Experten wie Still hoben hervor, der in den Medien verwendete Sprachgebrauch verkehre die Kausalität, da die Menschen bei solchen Ereignissen nicht sterben würden, weil sie in Panik geraten, sondern sie würden in Panik geraten, weil sie zu sterben beginnen.
Nach Ansicht Haghanis war eine solch inkorrekte Bezeichnung entsprechender Ereignisse in der Vergangenheit eine der Ursachen dafür, dass aus vergleichbaren Ereignissen nicht die richtigen Lehren gezogen und bei der Organisation von Veranstaltungen keine ausreichenden Anstrengungen unternommen wurden, um die bestehenden Risiken zu minimieren. Der Vorfall in Itaewon hätte nach Ansicht Haghanis aufgrund dessen, dass vergleichbare Ereignisse der Vergangenheit bereits wissenschaftlich untersucht worden waren und man daraus hätte lernen müssen, verhindert werden sollen. So weise laut Haghani etwa das Unglück bei der Loveparade 2010 die gleiche Charakteristik auf wie das Ereignis in Itaewon 2022, indem unter anderem bei beiden Ereignissen Zustrom und Dichte der betroffenen Menschenmenge nicht gesteuert und beobachtet worden seien. Die Experten Anna Sieben (Universität St. Gallen) und Dirk Helbing (ETH Zürich) vertraten die Ansicht, bei dem Unglück auf der Loveparade 2010 und wahrscheinlich auch bei jenem in Itaewon 2022 habe es sich wahrscheinlich nicht um das Ergebnis einer „Massenpanik“ gehandelt, auch wenn man dies angesichts der Berichterstattung über die Situation vielleicht vermuten könnte. Da Panik oder Hysterie oft nicht der Auslöser für Massenunglücke in einer beengenden Menschenmasse sind, halten Forscher wie Helbing den Begriff „Massenpanik“ für missverständlich. Helbing wies darauf hin, dass die meisten Katastrophen in Menschenmengen mit Todesfolge nicht durch einen psychologischen Effekt verursacht werden, der auf einem Zustand psychologischer „Panik“ beruhen würde, sondern durch einen physikalischen Effekt, bei dem physikalische Kräfte wirken, die als „Massenturbulenz“ oder „Massenturbulenzen“ (englisch: crowd turbulences) bezeichnet werden.
Dieses Phänomen der „Massenturbulenzen“ war laut Helbing, der die Katastrophe auf der Loveparade 2010 in Duisburg eingehend untersucht hatte, „auch eindeutig die Ursache für das Unglück in Duisburg“. Um den Panikbegriff nicht zu überdehnen, verwenden Panikforscher deshalb bevorzugt die Bezeichnung „Massenunglück“ (englisch: crowd disaster). Helbing zufolge wies das Unglück in Itaewon 2022 „auffällige Ähnlichkeiten“ zu jenem auf der Loveparade 2010 in Duisburg auf, bei der Menschen aus einer „Massenturbulenz“-Situation heraus gestorben waren. Helbing war durch qualitative Analyse bereits im Fall des Unglücks auf der Loveparade 2010 zu dem Ergebnis gekommen, dass die in den Medien verbreiteten Mutmaßungen, dass entweder eine durch Alkohol oder Drogen begünstigten Massenpanik oder Stampede oder aber von einer Treppe auf die Menge herabstürzende Menschen die Katastrophe verursacht hätten, widerlegt und stattdessen das Unglück dadurch verursacht worden sei, dass die Menschenmenge in einem bestimmten Bereich eine kritische Dichte überschritten habe. Bei einer Dichte, die so groß ist, dass es zu unbeabsichtigten Körperkontakten kommt, werden laut Helbing Kräfte übertragen, die sich aufsummieren können. Laut Helbing kann es zu einer „Massenturbulenz“ (englisch: crowd turbulence) oder „Massenbeben“ (englisch: crowd quake) genannten, natürlichen Bewegung der Menschenmasse kommen, da die Menschen so eng aneinandergedrückt stehen, dass sie keine Kontrolle mehr über ihre Bewegungen haben und bei der der Sturz einer Person einen „Dominoeffekt“ auslösen kann, durch den Menschen sich übereinander aufhäufen können. Diese „Massenbeben“ sind nach Helbing und Mukerji (2012) eine typische Ursache für Massenunglücke (englisch: crowd disasters), die von solchen Massenunglücken zu unterscheiden sind, die aus mass panic oder crowd crushes resultieren.
Laut Helbing besteht in einer Menschenansammlung ab einer Dichte von etwa fünf Personen pro Quadratmeter erhebliche Gefahr. Videoanalysen zufolge soll die Menschenmenge bei der Halloweenfeier in Itaewon im Jahr 2022 im Epizentrum eine Dichte von rund zehn Personen pro Quadratmeter gehabt haben. Der Experte Mehdi Moussaïd (Max-Planck-Institut für Bildungsforschung), der bereits zuvor das menschliche Fluchtverhalten am Computer mithilfe virtueller Räume studiert hat, schätzte die Dichte der Menschenmenge bei dem Unglück in Itaewon anhand von öffentlich verfügbaren Videoaufnahmen auf acht bis zehn Menschen pro Quadratmeter und hob als Unterschied des Massengedränges in Itaewon zu Massengedrängen bei Musikfestivals oder religiösen Pilgerfahrten hervor, dass die Menschen „in einer Stadt sind und es sich nicht um eine geplante Veranstaltung mit Eintrittskarten handelt, die es ermöglichen, die Menge zu leiten und zu wissen, wie viele Menschen ankommen werden usw.“ Es sei daher in Itaewon nicht bekannt gewesen, auf welche Straße und in welche Richtung die Menschen gehen würden.
Der Experte Toshihiro Kawaguchi (Kansai-Universität) beschrieb das Ereignis in Itaewon 2022 mit dem Begriff „crowd avalanche“ (deutsch etwa: „Menschenmassenlawine“) und verglich eine sechs Meter breite Fußgängerbrücke in Akashi in der japanischen Präfektur Hyōgo, auf der sich ein Massenunglück bei einem Feuerwerksfest im Jahr 2001 mit 11 Toten ereignet hatte, mit der schmalen und abschüssigen Gasse in Itaewon, in der es am 29. Oktober 2022 zur Katastrophe gekommen war. Laut Kawaguchi tritt eine crowd avalanche typischerweise nach Erreichen einer Dichte von 10 oder mehr Menschen pro Quadratmeter auf, da umfallende Menschen bei diesem Schwellenwert keine Möglichkeit mehr haben, den Körpern anderer Menschen auszuweichen, die sich auf ihnen stapeln, so dass die unten liegenden unter dem großen Druck sterben können.
Auch der japanische Experte Katsuhiro Nishinari (西成活裕) vom Research Center for Advanced Science and Technology (RCAST) der Universität Tokio wies darauf hin, dass die vom Besitzer des an der Unglücksstelle gelegenen Lokals Izakaya „Shukkin“ bezeugte Augenzeugenbeschreibung, nach der nicht alle Menschen an der Unglücksstelle in die gleiche Richtung, sondern in verschiedene Richtungen fielen, ein typisches Merkmal einer 群衆雪崩 (deutsch etwa: „Menschenmassenlawine“) ist. Nishinari zufolge befindet sich eine solche Menschenmenge bis zu einem bestimmten Grad im Fluss, doch seien aus der Vergangenheit viele Fälle bekannt, in denen die Bewegung der Menschen mit zunehmender Dichte der Menge abrupt beendet wurde und aus allen Himmelsrichtungen Schub erfolgt, bis eine Person in der Menge den einwirkenden Kräften nicht mehr standhält, ohnmächtig wird, stürzt und so in Bewegungsrichtung vor ihr eine Art Vakuum oder leerer Raum entsteht, in den eine „Menschenmassenlawine“ konzentrisch aus der Umgebung hereinstürzt. Eine Analyse des japanischen TV-Senders TV Asahi News erklärte mit Berufung auf Zeugenaussagen und die Expertenmeinung Nishinaris, dass der Sturz von Personen dazu führte, dass vor ihnen ein leerer Raum entstand, der von den weiter hinter ihnen befindlichen Menschen in der Menge als erreichbarer Raum zum Ausweichen fehlinterpretiert wurde, weil ihnen der Blick auf die am Boden liegenden Menschen durch dazwischen befindliche Menschen verdeckt wurde. Nishinari zufolge war das zunehmende Gedränge also paradoxerweise gerade im Bestreben erfolgt, der Verdichtung der Menge zu entkommen.
Nach Ansicht von Juliette Kayyem, Expertin für Katastrophenschutz und Dozentin für internationale Sicherheit an der John F. Kennedy School of Government (Harvard University), muss kein bestimmtes auslösendes Ereignis geschehen sein, um das Unglück bei der Halloweenfeier in Itaewon zu erklären. Ihrer Einschätzung nach reichten die ihrer Meinung nach gegebenen Faktoren wie die große Menschenmenge, die engen Gassen und der Mangel an öffentlicher Sicherheit und Einsatzkräften zur Lenkung des Besucherstroms zur Erklärung des Massengedränges in Itaewon aus. Kayyem zog Parallelen zwischen der Halloweenkatastrophe in Itaewon und der Katastrophe von Bethnal Green im Jahr 1943, bei der während eines Luftangriffs in London 174 Menschen auf den Stufen zum Eingang der U-Bahn-Station Bethnal Green ums Leben gekommen waren. Ein Katastrophenuntersuchungsbericht hatte die genaueren Umstände behandelt, doch waren die für die Aufsicht im unterirdischen Bunker zuständigen Behörden nie bestraft worden, sondern es war stattdessen den Opfern die Schuld für den „Verlust der Selbstbeherrschung“ gegeben worden, der nach dieser Sichtweise zu einer Stampede geführt habe. In ähnlicher Weise bezeichnete Toby Butler, der für den Heritage Lottery Fund (HLF) am Bethnal Green Disaster Memorial Project und für den Economic and Social Research Council (ESRC) als Berater für das „Stampedes“-Project der University of Sussex gearbeitet hatte, die Katastrophe von Bethnal Green als einen Präzedenzfall für die Halloweenkatastrophe in Itaewon 2022. Bei der Katastrophe von Bethnal Green, bei der Menschen ineinander gefallen waren und nicht mehr aufstehen konnten, habe es wie bei der Halloweenkatastrophe in Itaewon über eine Stunde gedauert, bis Opfer und Überlebende aus der ineinander liegenden Menge gezogen werden konnten. Butler warnte, dass die Geschichte von Massenunglücken wie im Fall der Katastrophe von Bethnal Greender darauf hindeute, dass die Behörden auch im Fall der Halloweenkatastrophe in Itaewon versuchen könnten, den Opfern die Schuld an der Katastrophe zu geben, statt die mangelnde Kontrolle der Menschenmenge durch die zuständigen Behörden als verantwortlich anzuerkennen. Butler wies darauf hin, dass einige Presseberichte im Fall der Halloweenkatastrophe von Itaewon die Verantwortung in Richtung der Opfer gelenkt hatten, indem sie spekulierten, dass das Massengedränge möglicherweise durch eine Stampede verursacht worden sei, als die Menschen einen Prominenten hätten sehen wollen. Butler erinnerte daran, dass auch im Fall der Hillsborough-Katastrophe, bei der in Sheffield 96 Menschen auf überfüllten Fußballtribünen zu Tode gedrückt worden waren, sowohl die Boulevardzeitung The Sun als auch hochrangige Polizeivertreter behauptet hatten, betrunkene Fußballfans seien durch widerspenstiges Verhalten für das Gedränge verantwortlich, während eine Untersuchung ergeben hatte, dass hauptsächlich die mangelnde Lenkung der Menge durch die Polizei und die unzureichende Beschaffenheit der Barrieren vor Ort verantwortlich für die Todesfälle gewesen waren. Butler appellierte an Reporter und Verantwortliche, auch in ihrem Sprachgebrauch zur Katastrophe präzise zu sein und Mutmaßungen über das Verhalten der Menge zu vermeiden.
Martyn Amos, Professor für Computer- und Informationswissenschaften an der Northumbria University, sagte, dass „Stampede“ ein äußerst problematischer Begriff sei, weil er ungenau ist und eine Schuld der Opfer impliziert. Laut Amos ist aufgrund des zunehmend urbanisierten Charakters der Gesellschaft ein besseres Verständnis von Menschenmengen notwendig. Amos forderte weiter, man müsse Menschengruppen als komplexe, dynamische Systeme aus menschlichen „Teilen“ begreifen, die miteinander und mit ihrer Umwelt interagieren und über die „unglücklicherweise“ immer noch dominierenden „müden“ Narrative von „Mob“, „Stampede“ und „Panik“ hinausgehen. Dazu sei eine weitere Förderung für einen interdisziplinären Ansatz notwendig, der sich auf Physik, Informatik, Sozialpsychologie, Soziologie, Kriminologie, Polizei und Politik stütze.

## Darstellung in den Medien
Soziale Medien und Onlineseiten in Südkorea appellierten an Benutzer, keine Videos der Katastrophe zu verbreiten. Die in Südkorea weit verbreitete Messenger-App KakaoTalk rief ihre Benutzer über eine Mitteilung dazu auf, verantwortungsvoll mit Informationen der Katastrophe umzugehen und keine Falschinformationen zu verbreiten. Ministerpräsident Han Duck-soo sagte, dass keine Diffamierungen und Falschinformationen verbreitet werden sollen, „Im Internet und in den sozialen Medien posten einige Nutzer Hasskommentare über die Opfer oder verbreiten Bildmaterial und nicht bestätigte Informationen zu dem plötzlichen Massenandrang.“

### Inländische und internationale mediale Präsenz
Die Bezeichnung „Itaewon crush“ für die Itaewon-Katastrophe belegte nach Auskunft des US-amerikanischen Technologieunternehmens Google vom 7. Dezember 2022 im Suchtrend-Ranking für die gleichnamige Suchmaschine Google im Jahr 2022 den fünften Platz der meistgesuchten Suchwörter unter südkoreanischen Google-Nutzern in der Kategorie Nachrichten und Gesellschaft, nach den Suchwörtern für die Klimaveränderung, für Extraordinary Attorney Woo, für kurzfristige Niederschlagsprognose und für die Fußball-WM 2022 in Katar.
Leitende Redakteure der japanischen Nachrichtenagentur Kyōdō Tsūshinsha (englisch: Kyodo News) und ihren Mitglieds- oder Abonnentenzeitungen und -sendern wählten die Halloweenmassengedrängekatastrophe in Itaewon als eine der internationalen Top-Nachrichtenmeldungen des Jahres 2022 aus, auf Rang 6 hinter dem Russischen Überfall auf die Ukraine 2022 (Rang 1), dem Anstieg der Energiepreise infolge des russischen Überfalls auf die Ukraine (Rang 2), der Sicherung einer noch nie dagewesenen dritten Amtszeit als Parteichef Chinas durch Xi Jinping (Rang 3), der Fortsetzung von Nuklearwaffentestsängsten schürenden Raketenstarts durch Nordkorea (Rang 4) und dem Tod der britischen Monarchin Elisabeth II. im Alter von 96 Jahren (Rang 5).

### Verbreitete Gerüchte
Lokale Medien spekulierten darüber, dass kursierende Gerüchte, nach denen ein prominenter YouTuber sich zur Halloweenfeier nach Itaewon begeben wolle oder begeben habe, weitere Menschen in das Viertel gezogen haben könnten.
Nachdem die Nachrichtenagentur Yonhap über dutzende Fälle von Herzstillständen unter den Halloweenfeiernden in Itaewon berichtet hatte, verbreitete sich umgehend ein weiteres Gerücht zu einem möglichen Auslöser des Unglücks, nach dem mit Drogen versetzte Halloween-Süßigkeiten in einem Nachtclub verteilt worden seien.

### Katastrophenbezogene Ethikrichtlinien
Die südkoreanische Neuropsychiatrische Vereinigung erklärte, belastende Videos und Bilder der Katastrophe sollten nicht ungefiltert gezeigt werden, da dies zu Traumata führen kann. Es wurde empfohlen, „ähnliche Videos oder Nachrichtenberichte sollten nicht übermäßig und wiederholt angesehen werden.“
Chae Jeong-ho, Professor für Psychiatrie am College of Medicine der Katholischen Universität von Korea und Präsident der Koreanischen Gesellschaft für Studien zu traumatischem Stress, sagte, „Man musste nicht dort sein, um ein Trauma zu erleben“. Laut der Zeitschrift Frontiers wird „Massentrauma oder kollektives Trauma als die psychologische Reaktion einer ganzen Gruppe auf ein traumatisches Ereignis definiert, das die Gesellschaft als Ganzes betrifft“. Am 2. November 2022 gab es auf Google Korea eine Verzehnfachung der Suchanfragen nach Trauma und Zentrum für Katastrophenmanagement im Vergleich zur Vorwoche. Außerdem hatten sich die Suchanfragen im Zusammenhang mit Traumazentren versechsfacht und traumatischen Symptomen vervierfacht.
Am 7. November erklärte die Südkoreanische Kommission für Kommunikationsstandards, dass viele Videos der Katastrophe aus ethischen Gründen gelöscht werden mussten. Koo Jeong-woo, Professor für Soziologie an der Sungkyunkwan-Universität in Seoul, sagte, „Zur Zeit gibt es fast keine Richtlinien zum Posten und Teilen für Filmaufnahmen von Katastrophen bei Onlineplattformen. In Anbetracht der weitreichenden Energie und Beeinflussungen, die diese Plattformen in ihrer Verantwortung tragen, müssen diese in ihrem Handbuch definiert werden.“ Des Weiteren sagte er, „Diejenigen, die solche Inhalte hochladen, sowie diejenigen, die sie konsumieren, sollten sich auch bemühen, einen Sinn für Ethik zu bewahren und digitale Inhalte verantwortungsbewusst zu konsumieren.“
Nach der Kritik wurden von Online-Plattformen Gegenmaßnahmen ergriffen, um die Verbreitung unangemessenen Filmmaterials zu kontrollieren. YouTube priorisierte zuverlässige Nachrichtenkanäle in verwandten Suchergebnissen und Videoempfehlungen. YouTube gab an, dass einige Videos entfernt wurden und eine erhöhte Altersgrenze veranlasst wurde. Twitter forderte seine Nutzer auf, keine Beiträge zu posten oder zu teilen und sensible Inhalte im Zusammenhang mit der Katastrophe von Itaewon zu melden.

## Aufarbeitung

### Offizielle Untersuchungen
Am 1. November 2022 wurde von der National Police Agency (KNPA) eine Sondereinheit der Polizei für polizeiliche Ermittlungen zur Katastrophe aufgestellt, deren Abschluss ja nach Angabe bis Mitte oder bis Ende Januar 2023 erwartet wird. Gleichzeitig erfolgte getrennt von den polizeilichen Ermittlungen eine Untersuchung des Massengedränges in Itaewon, die ein im November 2022 gegründeter parlamentarischer Sonderausschuss bis zum 17. Januar 2023 durchführen kann.
Während die internen Sonderermittlungen durch die National Police Agency (KNPA) bald in Gang kamen, lief eine parlamentarische Untersuchung aufgrund politischer Machtkämpfe zunächst noch nicht an. Ende Dezember 2022 hatte noch kein einziger der für das Katastrophenmanagement zuständigen Regierungsvertreter für die mangelnden Maßnahmen zur Vorsorge oder Abwendung der Katastrophe, vor der sie im Vorfeld gewarnt worden waren, die Verantwortung übernommen oder war zurückgetreten.
Während sich die erste Frist für die parlamentarische Untersuchung am 7. Januar 2023 näherte und nachdem die parlamentarische Untersuchungssitzung am 29. Dezember 2022 ausgesetzt wurde, weil die Abgeordneten der PPP sie boykottierten, forderte der Fraktionsvorsitzende der DPK, Park Hong-geun, am 30. Dezember 2022 eine Verlängerung der laufenden parlamentarische Untersuchung, da es nicht möglich sei, die Katastrophe bis zur gesetzten Frist am 7. Januar 2023 ordnungsmäßig zu untersuchen und Maßnahmen zur Verhinderung ähnlicher „Unfälle“ auszuarbeiten. Der PPP warf Park gezielte Behinderung und Verschleppung der parlamentarischen Untersuchung vor. Park forderte zur Wahrheitsfindung Anhörungen mit dem Innen- und Sicherheitsminister Lee Sang-min, mit den Hinterbliebenen der Todesopfer, mit Experten, sowie mit Überlebenden. Die DPK forderte eine Verlängerung der parlamentarischen Untersuchung um mindestens 10 Tage und zusätzliche Anhörungen. Am 6. Januar 2023 genehmigte das Parlament per Abstimmung eine Verlängerung der Amtszeit des parlamentarischen Sonderausschusses zur Untersuchung des Massengedränges in Itaewon um weitere zehn Tage bis zum 17. Januar 2023.
Gleichzeitig bestanden große Zweifel an den Ermittlungen der Polizei, in deren Folge zu diesem Zeitpunkt noch keine hochrangigen Beamten bestraft worden waren. Die DPK stellte die polizeilichen Ermittlungen mit dem Argument in Frage, dass sie nur gegen gewöhnliche oder niederrangige Beamte ermittelten, hochrangige Beamte jedoch ausschlössen. Die Polizei hatte in ihre Ermittlungen zu den Ereignissen weder das Innenministerium noch die Stadtverwaltung von Seoul einbezogen. Die DPK forderte dagegen die Entlassung des Innenministers und eine Änderung des Ermittlungsverlaufs der Polizei. Polizeiquellen teilten im Januar 2023 mit, dass die polizeiliche Untersuchung der Katastrophe im Januar mit der Aussicht abgeschlossen werde, mehrere Führungskräfte der Sicherheitskräfte und Rettungsdienste wegen Fahrlässigkeit strafrechtlich zu verfolgen. Der Fokus der polizeilichen Ermittlungen lag vor allem auf dem Rathaus, den Polizeiwachen und den Feuerwachen von Yongsan sowie auf der SMPA. Das polizeiliche Ermittlungsteam war zum Schluss gekommen, dass Polizei, Feuerwehr und Bezirksregierung von Yongsan eine „konkrete“ Verantwortung für die Katastrophe tragen. Eine Anklageerhebung gegen Beamte des Innenministeriums oder der Stadtverwaltung von Seoul durch das polizeiliche Ermittlungsteam, wurde dagegen nicht erwartet, da die KNPA als für die Ermittlungen zuständige Behörde in ihren ersten Ermittlungen zum Schluss gekommen war, dass die Verantwortung für die Tragödie bei den lokalen Behörden, Sicherheitskräften und Notfallteams zu suchen sei. Es wurde auch erwartet, dass das polizeiliche Ermittlungsteam keine Anklage gegen den Generalkommissar der KNPA, Yoon Hee-keun, erhebt.
Das Sonderermittlungsteam der KNPA wiederum beschuldigte Ende 2022 die Staatsanwälte, die Ermittlungen und Strafverfolgung vom Personal der Feuerwehr zu behindern und fortzulenken, um damit der Darstellung des Staatspräsidenten Yoon zu entsprechen, der öffentlich die Polizei beschuldigt hatte, verantwortlich für die verpfuschten Rettungsmaßnahmen zu sein.
Nach fast zweimonatiger Untersuchung überwies das Sonderermittlungsteam der Polizei den Leiter der Bezirkspolizei und den Leiter des Bezirksamts von Yongsan an die Staatsanwaltschaft. Der parlamentarische Ausschuss zur Untersuchung der Katastrophe hatte zu diesem Zeitpunkt die Polizei wegen unzureichender Vorsichtsmaßnahmen im Vorfeld der Halloween-Feierlichkeiten und der laxen Reaktion in den Stunden vor der Katastrophe getadelt und die Polizei wegen ihres Versagens beim Umgang mit Menschenmengen und wegen ihrer langsamen Reaktion zum Zeitpunkt der Katastrophe unter Druck gesetzt.
Im Januar 2023 parallel zu den polizeilichen Ermittlungen eingeleitete obligatorische Ermittlungen der Seouler Staatsanwaltschaft im Zusammenhang mit der Halloweenkatastrophe von Itaewon wurden aufmerksam im Hinblick auf die Frage verfolgt, ob sie letztlich darauf abzielen, höhere Funktionsträger zur Rechenschaft zu ziehen. Die Entscheidung der Ermittlungsbehörde, die Fälle des Innenministers Lee Sang-min und des Kommissars der KNPA ohne weitere Nachforschungen abzuschließen, führte zu dem Vorwurf, damit die Hauptlast der Verantwortung den während der Katastrophe vor Ort eingesetzten Beamten aufzubürden.

#### Forderungen und Schritte politischer Funktionsträger und Gruppen
Südkoreas Ministerpräsident Han Duck-soo kündigte bei einer Krisensitzung in Seoul eine eingehende Untersuchung der Vorgänge an. Südkoreas Staatspräsident Yoon Suk-yeol versprach am 7. November 2022, dass diejenigen, die als verantwortlich ermittelt werden, zur Rechenschaft gezogen werden. Neben Yoon versicherten auch Lee Sang-min als Innenminister sowie Yoon Hee-keun als Generalkommissar der Koreanischen Nationalen Polizeibehörde, eine transparente Untersuchung durchzuführen und nach deren Abschluss das Notwendige zu unternehmen. Die Regierung unter Yoon geriet jedoch bald in Kritik, da niemand die Verantwortung für die Katastrophe übernahm, die als das Ergebnis von Verfehlungen angesehen wurde.
Die Opposition argumentierte, die Polizei könne keine faire und objektive Untersuchung durchführen, da diese selbst beschuldigt wurde, trotz zahlreicher Notrufe die öffentliche Sicherheit nicht gewährleistet und nicht angemessen auf die Katastrophe reagiert zu haben. Daher forderte die DPK eine parlamentarische Untersuchung, die schließlich von der regierenden PPP akzeptiert wurde. Die PPP, die darauf bestanden hatte, dass laufende polizeiliche Ermittlungen der parlamentarischen Untersuchung vorangehen sollten, erklärte sich schließlich bereit, sich an der parlamentarischen Untersuchung unter der Bedingung zu beteiligen, dass der Haushaltsplan für das Jahr 2023 erarbeitet wird. Die Einigung der Parteien weckte Hoffnung auf ein überparteiliches Untersuchungsgremium. Die DPK, die als wichtigste Oppositionspartei über die Hälfte der Abgeordneten im Parlament stellte, argumentierte, eine ordnungsgemäße Untersuchung der Polizei und anderer Spitzenbeamter in Hinblick auf die Halloweenkatastrophe sei nicht durchführbar, solange Innen- und Sicherheitsminister Lee Sang-min, der die Polizei beaufsichtigt, im Amt bleibt. Der Fraktionsvorsitzende der DPK, Park Hong-keun, forderte dementsprechend am 25. November 2022 Präsident Yoon auf, den Innenminister zu entlassen und ihn für die Halloweenkatastrophe zur Rechenschaft zu ziehen. Die DPK stellte am 30. November 2022 einen parlamentarischen Antrag, mit dem Staatspräsident Yoon aufgefordert wurde, Lee aufgrund der Halloweenkatastrophe aus seiner Position als Innen- und Sicherheitsminister zu entlassen und ihn dafür zur Verantwortung zu ziehen, dass er keine Vorkehrungen gegen das Massengedränge getroffen hatte. Für den Fall, dass Staatspräsident Yoon von seinem Veto-Recht Gebrauch machen würde, hatte die DPK gedroht, auf einen Misstrauensantrag gegen Lee oder auf seine Amtsenthebung hinzuwirken. Der Fraktionsvorsitzende der regierenden PPP, Joo Ho-young, verurteilte ein entsprechend von der DPK gestelltes Ultimatum und argumentierte dagegen, die Absetzung Lees würde die parteiübergreifende parlamentarische Untersuchung untergraben, mit deren Hilfe die für die Katastrophe Verantwortlichen herausgefunden werden sollten. Das Präsidialamt und die Regierungspartei PPP deuteten an, dass die parlamentarische Untersuchung boykottiert werden könnte, falls die DPK versuche, den Antrag zur Entlassung von Innenminister Lee mit ihrer Mehrheit im Parlament durchzusetzen. Die rivalisierenden Parteien wurden wegen „Politisierung“ der Katastrophe kritisiert. Die Zeitung The Korea Times urteilte in einem Kommentarbeitrag, die Fact-finding-Mission der parlamentarischen Untersuchung drohe wegen des sich abzeichnenden Streits um die Forderung der DPK nach Absetzung Lees zu scheitern.
Am 8. Dezember 2022 stellte die DPK aufgrund der Itaewonkatastrophe einen Misstrauensantrag gegen Innenminister Lee. Am 11. Dezember 2022 verabschiedete die von den Oppositionsparteien dominierte Nationalversammlung Südkoreas den Antrag auf Entlassung Lees wegen der verpfuschten Reaktion der Regierung auf die Halloweenkatastrophe von Itaewon ohne Gegenstimme, während die Abgeordneten der regierenden PPP der Abstimmung fernblieben um sie zu boykottieren. Am 12. Dezember erklärte Staatspräsident Yoon, dass er erwägen werde, Innenminister Lee zu entlassen, nachdem eine Untersuchung des Massengedränges in Itaewon abgeschlossen ist.
Am 8. Februar 2023 nahm die südkoreanische Nationalversammlung auf das Betreiben der Oppositionsparteien hin einen Antrag an, der die Amtsenthebung von Innen- und Sicherheitsminister Lee Sang-min forderte, um ihn für die mutmaßlich verpfuschte Reaktion der Regierung auf die Halloween-Katastrophe zur Verantwortung zu ziehen. Damit wurde die Entscheidung über die Frage, ob Lee die Verantwortung für die Halloween-Katastrophe trägt, auf das Verfassungsgericht übertragen. Am 9. Februar 2023 wurde Lee daher von seinem Amt suspendiert, bis das Verfassungsgericht entscheidet, ob es den Antrag billigt oder ablehnt.

#### Erste Untersuchungen
Am 31. Oktober 2022 untersuchten forensische Spezialisten und polizeiliche Ermittler den Ort des Unglücks. Am gleichen Tag wurden Aufnahmen von über 50 Überwachungskameras aus staatlichem und privatem Besitz sowie aus sozialen Medien überprüft.
Die Behörden gaben an, sich auf die Rekonstruktion der Vorgeschichte des Massengedränges zu konzentrieren und zu prüfen, ob eine bestimmte Person für das Auslösen des Gedränges verantwortlich gemacht werden könne. In diesem Zusammenhang sagte Nam als Chefermittler der Polizei gegenüber Journalisten: „Wir analysieren die Videoüberwachung, um die genaue Ursache des Unfalls herauszufinden“. Er kündigte an, die Ermittler der Polizei würden weitere Zeugen befragen, auch von Angestellten naheliegender Geschäfte.
Der leitende Ermittler der nationalen Polizeibehörde, Nam Gu Jun, gab bekannt, es sei ein Sonderteam aus 475 Personen für die Untersuchungen gebildet worden, um unter anderem zu untersuchen, wie es zu dem „plötzlichen Andrang in der Gasse“ (dpa) kam und aus welchen Gründen die Menschen der Situation nicht entfliehen konnten.
Die nach der Katastrophe gebildete Sondereinheit der Polizei durchsuchte Polizeireviere und Dienststellen in Seoul. Es trug interne Polizeiberichte und Notrufprotokolle zusammen, aus denen hervorging, dass bereits ab vier Stunden vor Entfaltung der Katastrophe mindestens elf Notrufe zunehmender Dringlichkeit bei der Polizei eingegangen waren, in der um Regulierung der Menschenmenge und Entsendung von Rettungskräften gebeten wurde. Das Ermittlungsteam hatte zu diesem Zeitpunkt zehn Hauptverdächtige an die Staatsanwaltschaft verwiesen, darunter den ehemaligen Leiter der Polizeiwache Yongsan, Lee Im-jae, und den Leiter des Bezirksamts Yongsan, Park Hee-young. Es wurde erwartet, dass das Ermittlungsteam weder gegen Beamte des Innenministeriums und der Seouler Stadtverwaltung, noch gegen den Generalkommissar der KNPA, Yoon Hee-keun, Anklage erheben wird. Im Falle des Innenministeriums und der Seouler Stadtverwaltung wurde argumentiert, dass es offensichtlich keine rechtliche Grundlage für eine Anklage gebe, um diese für die Katastrophe verantwortlich zu machen.

#### Untersuchung des Sonderermittlungsteams der KNPA
Am 1. November 2022 stellte die nationale Polizeibehörde KNPA ein unabhängiges Sonderermittlungsteam für eine Untersuchung zusammen, um zu überprüfen, ob die Behörden vor und während des Massengedränges adäquate Maßnahmen zum Schutz der Bevölkerung durchgeführt haben. Das Sonderermittlungsteam umfasste 501 Mitarbeiter. Bis zum Abschluss der Ermittlungen befragte das Sonderermittlungsteam nach Angaben dessen Leiters, Son Je-han, nahezu 540 Personen und sammelte 14.000 Beweisstücke von zentralen und kommunalen Regierungsstellen und Verkehrsbehörden. Zudem habe es über 180 von Sicherheitskameras, Journalisten oder Passanten aufgenommene Videodateien, auch aus sozialen Medien, studiert und den Tatort gemeinsam mit forensischen Experten zur Analyse der Dichte der Menschenmenge untersucht. Das Sonderermittlungsteam plante seine offizielle Auflösung nach der Entsorgung beschlagnahmter Materialien bis Ende Januar 2023.

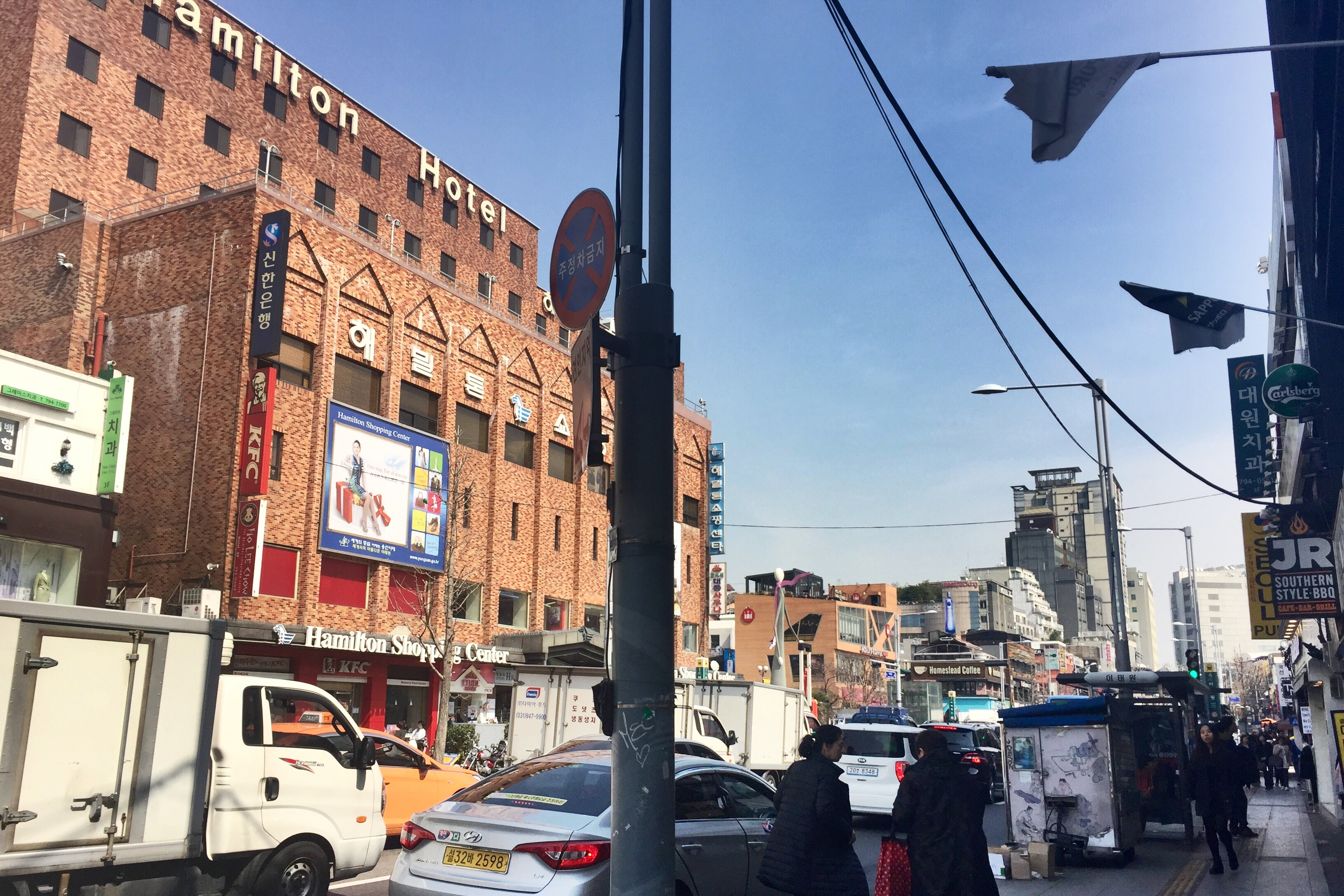
Hamilton-Hotel an der „Itaewonstraße“ auf Höhe der U-Bahnstation Itaewon (Foto: 2016)

Am 9. November 2022 durchsuchte das Sonderermittlungsteam mit 14 Ermittlern das dem Ort des Massenunglücks angrenzende Hamilton-Hotel, das Haus des Hotelchefs sowie einen weiteren Standort wegen des Verdachts, dass illegal bauliche Erweiterungen durchgeführt wurden, die die enge Seitengasse des Massenunglücks noch weiter eingeengt hatten. Medienangaben zufolge hatte das Bezirksamt Yongsan um das Jahr 2014 das Hamilton-Hotel aufgefordert, diese baulichen Erweiterungen wieder abzureißen, doch sei das Hotel dem nicht nachgekommen, sondern habe stattdessen eine Geldstrafe gezahlt.
Nach Angaben von The Korea Times und The Korea Herald, beging ein ranghoher südkoreanischer Polizist der Yongsan-gu Polizeistation, mit dem Nachnamen Jeong, und Teil des Geheimdienstteams, gegen den Ermittlungen im Zusammenhang mit der Halloween-Katastrophe liefen, am 11. November Suizid. Er soll in einer mutmaßlichen Vertuschung dafür gesorgt haben, dass ein interner Bericht gelöscht wurde, in dem aus Sorge vor einem möglichen Sicherheitsunfall in Itaewon, zu mehr Unterstützung für das Menschenmassenmanagement aufgerufen wurde. Der Bericht wurde am 26. Oktober von einem Geheimdienstmitarbeiter der Yongsan-gu Polizeiwache geschrieben. Jeong soll einen Beamten dazu überredet haben, den Bericht auf Anweisung des Leiters des Geheimdienstteams zu löschen. Ein Beamter der Abteilung für Sicherheitsunterstützung der Stadtregierung von Seoul, beging am selben Tag Suizid. Seine Hauptaufgabe war die Verwaltung von Sicherheitsmaßnahmen für lokale Festivals. Psychischer Stress, aufgrund der Katastrophe wurde als Todesgrund angegeben. Er steht nicht im Fokus der Ermittlungen.
Nachdem das Untersuchungsteam Dutzende Einrichtungen und Büros durchsucht hatte, darunter Polizeistationen, eine Feuerwehr, das Bezirksamt und die Zentrale der U-Bahn von Seoul, während im Innenministerium und in der Stadtregierung von Seoul keine derartige Durchsuchung durchgeführt wurde, geriet die polizeiliche Untersuchung bereits in den ersten Wochen zunehmend in Kritik. Dem Ermittlungsteam wurden „selektive“ Ermittlungen vorgeworfen, da diese vorrangig auf niederrangige Organisationen und vor Ort eingesetzte Beamte abzielen würden und nicht auf hochrangige Entscheidungsträger wie Polizeichefs oder den Innenminister.
Eine Gewerkschaft von Feuerwehrangestellten, erstatte eine Anzeige gegen Innenminister Lee Sang-min, wegen des Verdachts auf Pflichtverletzung, bezüglich der Katastrophe. Kim Dong-wook, Sprecherin des Ermittlungsteams sagte am 15. November, „Wenn eine Beschwerde eingereicht wird, wird die Person zu einem Verdächtigen“. Lee hatte gesagt, dass er nicht das Recht hat, die Polizei zu befehlen oder zu überwachen.
Am 17. November 2022 durchsuchte das Sonderermittlungsteam mit 65 Personen 22 Standorte, darunter das Innenministerium und die Regierung der Metropolregion Seoul, um entsprechende Beweismittel sicherzustellen.
Nachdem die Polizei am 10. Januar 2023 mitgeteilt hatte, dass das mit der Untersuchung der Itaewon-Katastrophe beauftragte Sonderteam der Polizei seine Ermittlungen abschließen und die Ergebnisse am 13. Januar 2023 veröffentlichen will, ging das polizeiliche Sonderteam nach Abschluss seiner 74-tägigen Ermittlungen am 13. Januar mit seinen Ergebnissen an die Öffentlichkeit und die KNPA veröffentlichte einen Bericht über die Situation an der Ort des Massengedränges und die Ursachen der Katastrophe. Es teilte mit, fehlende Sicherheitsvorkehrungen und andere Versäumnisse hätten zur hohen Opferzahl beigetragen. Nach Ansicht der Polizei waren die mangelnde Präventivmaßnahmen und eine unzureichende Reaktion auf den Notfall durch das Massengedränge die Hauptursachen für die Katastrophe, so dass es sich um von den Versäumnissen der Behörden verursachte, „menschengemachte“ Katastrophe handle. Obwohl dichte Menschenmengen einen Unfall wahrscheinlich gemacht hätten, seien keine Sicherheitsmaßnahmen entwickelt worden. Das polizeiliche Sonderermittlungsteam kam zu dem Schluss, dass auch nach Ausbruch der Katastrophe keine angemessenen Maßnahmen gemäß den Handbüchern für den Umgang mit Katastrophen ergriffen worden seien. Auch nachdem Notrufe eingingen, seien keine geeigneten Schritte unternommen worden. Die südkoreanische Polizei beschuldigte 23 Beamte, etwa die Hälfte davon Strafverfolgungsbeamte, der fahrlässigen Tötung und Fahrlässigkeit. Wörtlich sagte Son als Leiter des Sonderermittlungsteams der KNPA auf einer Pressekonferenz: „Eine Fehleinschätzung der Situation, eine verspätete Weiterleitung von Informationen, mangelnde Kooperation zwischen den zuständigen Stellen und verzögerte Rettungsmaßnahmen kamen zusammen“, was zur hohen Anzahl von Todesfällen bei der „von Menschen verursachten Katastrophe“ geführt habe. Das polizeiliche Sonderteam teilte zudem mit, man habe den Fall zu weiteren Ermittlungen an die Staatsanwaltschaft übergeben. Von den 23 Beamten, gegen die die Staatsanwaltschaft ermitteln sollte und denen damit Anklage wegen fahrlässigen Tötung und Fahrlässigkeit drohte, befanden sich bereits 6 in Untersuchungshaft. Zu den in Untersuchungshaft befindlichen Personen, die zur Anklage empfohlen wurden, gehörten Park Hee-young, Bürgermeister des Bezirks Yongsan, der ehemalige Polizeichef des Bezirks Yongsan, Lee Im-jae und vier weitere Polizei- und Bezirksbeamte. Zu den an die Staatsanwaltschaft verwiesenen Personen, die sich nicht Untersuchungshaft befanden, zählten auch der Leiter der SMPA, Kim Kwang-ho, zwei weitere SMPA-Beamte, die für die Notfallüberwachung zuständig waren, der Chef der Feuerwache Yongsan, Choi Seong-beom, der Chef des Gesundheitszentrums des Bezirks Yongsan und der Chef der U-Bahn-Station Itaewon. Die Polizei beschuldigte auch die Eigentümer des Hamilton-Hotels, dass sie neben der engen Stelle, an der sich die Katastrophe ereignet hatte, zuvor illegale bauliche Erweiterungen vorgenommen hatten. Das polizeiliche Sonderteam gab zudem an zum Schluss gekommen zu sein, dass Innenminister Lee Sang-min, der Seouler Bürgermeister Oh Se-hoon sowie Polizeichef Yoon Hee-keun für die Tragödie nicht zur Verantwortung gezogen werden könnten. Son sagte, das Sonderermittlungsteam werde seine Untersuchungen des Innen- und Sicherheitsministeriums, der KNPA und der Stadtverwaltung von Seoul einstellen, es sei schwierig, ihre direkte Verantwortung festzustellen. Laut dem am 13. Januar 2023 von der veröffentlichten KNPA-Bericht betrug die Dichte der Menschenmenge, die in der abfallenden Seitengasse zusammengepfercht war, wo viele der Opfer starben, bis zu 10,74 Menschen pro Quadratmeter und die Menschen konnten sich bereits seit mehr als einer Stunde vor dem Gedränge nicht mehr frei bewegen. Die Menschendichte auf einer Straße oberhalb des Hangs erreichte laut dem Bericht zeitweise 12,09 pro Quadratmeter. Dem KNPA-Bericht zufolge starben viele, nachdem sie umgestürzt waren und andere Menschen aus der Menge sich auf ihnen gestapelt hatten. Der KNPA-Bericht zitiert Zeugenberichte von Überlebenden, nach denen deren Füße den Boden nicht berührten und sie selbst hin und her geschoben und zur Stelle des Massengedränges getragen worden sein.
Damit lag die Durchführung weiterer Ermittlungen zur Itaewon-Katastrophe in der Zuständigkeit der Staatsanwaltschaft, die darüber entscheiden sollte, ob die Angeklagten vor Gericht gestellt werden.

##### Beschuldigungen gegen und Befragungen von hochrangigen Funktionsträgern
Mit Stand vom 6. Dezember 2022 wurden 16 von 21 Personen, die von der Sonderermittlungseinheit befragt wurden, der Verletzung beruflicher Sorgfaltspflichten beschuldigt.
der wegen beruflicher Fahrlässigkeit mit Todesfolge angeklagt ist, weil er es versäumt hatte, ausreichende Unfallverhütungsmaßnahmen für Halloween-Menschen auszuarbeiten und nicht unverzüglich auf den Massenandrang am 29. Oktober in Yongsans Itaewon-Distrikt zu reagieren,
- Die Leiterin des dem Stadtteil Itaewon übergeordneten Bezirksamts Yongsan, Park Hee-young, wurde der Verletzung beruflicher Sorgfaltspflichten beschuldigt, die zu Todesfällen und Verletzungen geführt habe,[244][245][246][247] weil sie es versäumt haben soll, ausreichende Unfallverhütungsmaßnahmen für die Halloween-Feiernden auszuarbeiten und weil sie nicht unverzüglich auf das Massengedränge reagiert haben soll.[247] Park war gegen 22:59 Uhr in der Nähe der Seitengasse des Massenunglücks angekommen, hatte aber mutmaßlich an keiner der sechs Notfallsitzungen teilgenommen, die von den Seouler Feuerwehrbehörden vor Ort abgehalten wurden.[248] Park wurde am 18. und am 28. November 2022 zu Befragungen durch das polizeiliche Sonderermittlungsteam vorgeladen[245][246] um zu prüfen, ob sie im Vorfeld für eine ausreichende Katastrophenvorsorge für die Besuchermenge der Halloween-Feierlichkeiten gesorgt hatte und ob sie ihrer Verpflichtung zu einer unverzüglichen Reaktion auf den Massen-„Unfall“ nachgekommen war.[245] Ihr wird vorgeworfen, am Tag der Katastrophe abwesend geblieben zu sein.[249] Zudem wird sie von der für die Untersuchung des Massengedränges in Itaewon eingesetzten polizeilichen Sonderermittlungseinheit beschuldigt, über ihren Aufenthalt am Tag des Massengedränges die Unwahrheit gesagt[248] und versucht zu haben, Beweismittel zu vernichten und dazu eine Woche später ihr Mobiltelefon ausgetauscht zu haben,[249][250][248] um ihren tatsächlichen Aufenthaltsort am Tag der Katastrophe zu vertuschen.[249] Am 26. Dezember 2022 erschien Park zu einer gerichtlichen Anhörung am westlichen Bezirksgericht von Seoul,[249][244][250][247] worauf das Gericht einen Untersuchungshaftbefehl gegen sie ausstellte[247][248] und sie in Untersuchungshaft genommen wurde,[248] womit sie neben Lee Im-jae zu den ranghöchsten Beamten zählte, die nach der Katastrophe verhaftet wurden.[83] Am 3. Januar 2023 überwies die Sonderermittlungseinheit der Polizei Park an die Staatsanwaltschaft.[83]

- Die hochrangige Beamtin für Notfallüberwachung bei der Seoul Metropolitan Police Agency (SMPA), Superintendent Ryu Mi-jin, war zum Zeitpunkt des Unglücks für die Polizei in Seoul und für den Lageraum und Notrufüberwachung der SMPA verantwortlich[245][168][246] und war nach der Katastrophe vorübergehend von ihrem Posten entfernt worden.[245] Ryu wurde beschuldigt, sich in der Nacht der Katastrophe nicht an ihrem Platz im Situationsüberwachungsraum befunden zu haben.[251] Laut Protokoll hätte sie am 29. Oktober von 18.00 Uhr bis um 1.00 Uhr am nächsten Morgen im Lageraum des Hauptsitzes der SMPA gewesen müssen, doch hatte eine erste Untersuchung ergeben, dass Ryu sich stattdessen in ihrem eigenen Büro in einem anderen Stockwerk des Gebäudes aufgehalten hatte.[168] Ryu wurde der Pflichtverletzung beschuldigt und am 18. November 2022[245] sowie erneut am 25.[252] und am 28. November 2022 als Verdächtigte zur Befragung vorgeladen.[246] Er gehört zu den Beschuldigten, die voraussichtlich an die Staatsanwaltschaft verwiesen und angeklagt werden.[208][42]

- Der ehemalige Leiter des auch für den Stadtteil Itaewon zuständigen Polizeireviers Yongsan, Lee Im-jae,[253] war am 2. November 2022 aufgrund seiner verspäteten Reaktion vorübergehend seines Postens enthoben worden.[168][220][254] Lee wurde der Verletzung beruflicher Sorgfaltspflichten beschuldigt, die zu Todesfällen und Verletzungen geführt habe.[255][109][253][254] Lee wird verdächtigt, trotz Erwartung einer großen Menschenmenge in Itaewon keine Präventivmaßnahmen getroffen und auch nach Entstehen des Massengedränges nicht angemessen darauf reagiert zu haben.[243][254] Lee wird auch verdächtigt, etwa 50 Minuten nach der Katastrophe und damit zu spät am Einsatzort eingetroffen zu sein.[256][254][254] Am 21. November 2022 wurde Lee zu einer Befragung des Sonderermittlungsteams vorgeladen um zu ermitteln, warum er Ermittlungen zufolge zu spät, etwa 50 Minuten nach Ausbruch der Katastrophe, am Ort des Massengedränges erschienen war, während er einem früheren Lagebericht zufolge direkt nach dem Vorfall dort angekommen war.[253] Lee wird beschuldigt, falsche Angaben zu seinem Aufenthaltsort gemacht zu haben.[220] Er wird beschuldigt, einen Polizeibericht gefälscht zu haben, um sein spätes Eintreffen am Ort der Katastrophe zu vertuschen.[54] Der Zeitung Hankook Ilbo zufolge hatte ein schriftlicher Bericht, der von der Polizeistation Yongsan an den Gungminui-him-Abgeordneten Kwon Eun-hee übermittelt wurde, angegeben, Lee sei bereits um 22:20 Uhr in Itaewon eingetroffen und habe schnell Maßnahmen zur Entschärfung der Lage ergriffen.[220] Lee, der zuvor eine um 20:30 Uhr beendete Kundgebung in der Nähe des Präsidialamtes beaufsichtigt hatte,[220] war laut Polizei um 21:30 Uhr über die gefährlich dichten Menschenmengen in Itaewon in Kenntnis gesetzt worden und hatte sich zu diesem Zeitpunkt in der Nähe der Polizeistation beim Abendessen befunden, war dann aber erst gegen 23:05 Uhr am Unglücksort eingetroffen.[168][220] Eine interne Polizeiprüfung war zum Schluss gekommen, dass Lee trotz des starken, seine Ankunft erheblich verzögernden Verkehrsaufkommens darauf bestanden hatte, mit dem Auto zum Unglücksort zu fahren.[168][220] Nachdem Lee gegen 22 Uhr an dem lediglich 10 Minuten Fußweg von der Seitengasse des Ungflücks entfernten Bahnhof Noksapeyeong angekommen war, war Lee mit dem Auto der Untersuchung zufolge über einen von der U-Bahnstation wegführenden Umweg in die Nähe des Unglücksortes gefahren.[168] Lee wird laut Polizei zudem verdächtigt, nach vorheriger Warnung vor Überfüllung oder einem möglichen Massen-„Unfall“ während der Halloween-Zeit keine ausreichenden Maßnahmen zur Kontrolle der Menschenmengen ergriffen zu haben.[256][253] Lee wird vorgeworfen, zu spät – erstmals durch Anruf beim SMPA-Chef Kim Kwang-ho um 23:36 Uhr – einen Lagebericht an die übergeordneten Strafverfolgungsbehörden gemeldet zu haben.[220] Am 1. Dezember 2022 beantragte die Polizei einen Haftbefehl zur Verhaftung Lees,[256] der am 5. Dezember 2022 gerichtlich abgewiesen wurde.[243] Die Ermittlungen gegen Lee wurden fortgeführt[233] und Lee wurde am 11. Dezember abermals vom polizeilichen Sonderermittlungsteam befragt.[254] Berichten zufolge prüfte das polizeiliche Sonderermittlungsteam, ob es wegen des Verdachts, dass Lee einen Lagebericht für die Nacht der Halloweenkatastrophe gefälscht hat, erneut ein Haftbefehl gegen ihn beantragen wird.[254] Das polizeiliche Sonderermittlungsteam beschuldigte Lee für den zweiten Versuch, einen offiziellen Frühwarnbericht gefälscht zu haben[255][109] und Staatsanwälte beantragten am 20. Dezember 2022 ein zweites Mal Haftbefehl gegen Lee.[109][257] Bei der Gerichtsverhandlung am 23. Dezember zur Entscheidung, ob Lee verhaftet werden sollte, weil er mutmaßlich nicht sofort auf das Massengedränge in Itaewon reagiert hatte, nahm auch Lee teil[257] und das Gericht erließ am 23. Dezember Haftbefehl gegen ihn.[255]

- Der Chef der Feuerwache Yongsan, Choi Seong-beom, wurde ebenfalls wegen mutmaßlich lascher Notfallmaßnahmen der Verletzung beruflicher Sorgfaltspflichten mit Todesfolge verdächtigt und am 21. November 2022 zur Befragung vom Sonderermittlungsteam vorgeladen.[253][258] Choi wurde angesichts polizeilicher Anfragen nach einem gemeinsamen Vorgehen in Reaktion auf das Unglück der Untätigkeit beschuldigt. Am 21. November wurde er 13 Stunden lang befragt und erneut für den 26. November vorgeladen[259] und ein zweites Mal vom polizeilichen Sonderermittlungsteam befragt.[258] Dieser zweiten Befragung war am 25. November 2022 eine polizeiliche Durchsuchung der National Fire Agency (NFA) wegen des Verdachts vorangegangen, dass diese Dokumente im Zusammenhang mit den Notfallrettungsmaßnahmen gefälscht hatte.[258] Die Polizei beschuldigte Choi, keine vorbeugenden Maßnahmen ergriffen zu haben. Nachdem Berichte eingegangen waren, dass Menschen im Massengedränge zerdrückt wurden, habe Choi zudem keine geeigneten Rettungsaktionen unternommen, sondern habe das bestehende Zeitfenster für eine erfolgreiche Rettung der Opfer „vergeudet“, weil er mutmaßlich 40 Minuten nach seiner Ankunft am Unglücksort keine Befehle erteilt habe. Nachdem der Antrag des KNPA-Sonderermittlungsteams an die Staatsanwälte, die Ausstellung eines Untersuchungs-Haftbefehls gegen Choi für den 23. Dezember 2022 beim Bezirksgericht zu ersuchen, von den Staatsanwälten am 28. Dezember 2022 mit der Forderung zurückgewiesen wurde, erst noch erneut Ermittlungen aufzunehmen und auch die genaue Todeszeit aller 158 Todesopfer für den Antrag anzugeben, kam es zu einem ungewöhnlichen Eklat, da das Sonderermittlungsteam die Staatsanwälte daraufhin am 29. Dezember 2022 des Versuches beschuldigte, durch das vorgeschobene Stellen unmöglich zu erfüllender Bedingungen die Strafverfolgung in den Reihen der Feuerwehr zu behindern, um damit der Darstellung des Staatspräsidenten Yoon zu entsprechen, der öffentlich die Polizei für die Todesfälle verantwortlich gemacht hatte.[97] Er gehört zu den Beschuldigten, die voraussichtlich an die Staatsanwaltschaft verwiesen und angeklagt werden.[208][42]

Bis zum 23. November 2022 stieg die Gesamtzahl der Verdächtigen, die im Zusammenhang mit der Halloweenkastrophe Vergehen beschuldigt wurden, nach Angabe des Innenministers Lee Sang-min auf 17. Insgesamt neun Polizisten und Regierungsbeamte wurden am 23. November für eine Befragung bezüglich der mangelhaften Reaktion auf das Massengedränge vor das Sonderermittlungsteam geladen. Darunter befanden sich Park Sung-min und Song Byung-joo sowie vier weitere Nachrichtendienstbeamte.
- Park Sung-min, ein ehemaliger hochrangiger Nachrichtenbeamter,[256] wurde im November wegen seiner Behandlung des Itaewon-Vorfalls von seinem Posten entlassen.[233] Er war mit seinem Rang als Superintendent General[261][256] der höchstrangige Polizist von den zu diesem Zeitpunkt insgesamt 17 Polizisten und Regierungsbeamten, die für die polizeiliche Untersuchung der Halloweenkatastrophe vorgeladen wurden.[262][256] Eine zweite Befragung erfolgte am 28. November 2022.[246] Park wurde vom Sonderermittlungsteam verdächtigt, zur mutmaßlichen Vertuschung von behördlicher Tatenlosigkeit[262][256] die Löschung (aus einem Gruppenchat mit Nachrichtenmitarbeitern) eines vor den Halloweenfeierlichkeiten intern erstellten Berichts zur Sicherheitsrisikoanalyse angeordnet zu haben,[246][261][262][256][243] in dem vor einem möglichen Sicherheitsunfall während der Halloween-Zeit gewarnt wurde.[261][262][256][243] Am 1. Dezember 2022 beantragte die Polizei Haftbefehl zur Verhaftung Parks,[256] den am 5. Dezember 2022 als einer der ersten beiden Haftbefehle im Zusammenhang mit der Halloweenkatastrophe gerichtlich erlassen wurde.[243]

- Song Byung-joo, ein ehemaliger Notfallüberwachungsbeamter im Polizeirevier Yongsan[261][256] im Rang eines Superintendent, war in der Nacht der Halloweenkatastrophe als leitender Notfallüberwachungsbeamter für die Notrufnummer 112 im Bereich der Abteilung Yongsan und damit auch im Gebiet Itaewon verantwortlich.[256][246][255] Song drohte eine Anklage wegen Verletzung der beruflichen Sorgfaltspflicht, die zu Todesfällen und Verletzungen führte.[109][255] Song wurde verdächtigt, nach Erhalt von 112-Meldungen, die vor einem Massengedränge warnten, versäumt zu haben, geeignete Maßnahmen zu ergreifen.[243] So wurde Song beschuldigt, die eingegangenen Notrufe und damit die Situation nicht unverzüglich dem damaligen Polizeichef von Yongsan, Lee Im-jae, gemeldet zu haben.[246][256] Song wurde bis zum 28. November dreimal zur Befragung durch das polizeiliche Ermittlungsteam vorgeladen.[246] Am 1. Dezember 2022 beantragte die Polizei Haftbefehl zur Verhaftung Songs,[256] der am 5. Dezember 2022 gerichtlich abgewiesen wurde.[243] Die Ermittlungen gegen Song wurden fortgesetzt[233] am 20. Dezember 2022 erneut ein Haftbefehl gegen Song vom polizeilichen Sonderermittlungsteam beantragt[109] und dieser am 23. Dezember auch vom Gericht erlassen.[255]

- Kim Kwang-ho, Leiter der SMPA und somit Polizeichef Seouls, wurde der Verletzung beruflicher Sorgfaltspflichten mit Todesfolge beschuldigt.[263][207][208] Er wurde am 2. Dezember 2022 als Verdächtigter zur Befragung in das Hauptquartier des Sonderermittlungsteam vorgeladen und war der ranghöchste Polizeibeamte, der zur Befragung vorgeladen wurde, nachdem das Team einen Tag zuvor Haftbefehle gegen vier hochrangige Beamte beantragt hatte.[263] Am 5. Januar 2023 wurde Kim ohne Inhaftierung zur Anklageerhebung an die Staatsanwaltschaft verwiesen.[207] Er gehört zu den höchstrangigen Beschuldigten, die voraussichtlich angeklagt und zur Rechenschaft gezogen werden.[208][42]

- Kim Jin-ho, ein früherer Nachrichtenbeamter des Polizeireviers Yongsan, wurde nach Angaben der Polizei dabei beschuldigt, einen Befehl von Park Sung-min zur Vernichtung eines Berichts entgegengenommen und seine Untergebenen mit dessen Ausführung beauftragt zu haben.[256][243] Kim wurde im November wegen seiner Behandlung des Itaewon-Vorfalls von seinem Posten entlassen.[233] Am 1. Dezember 2022 beantragte die Polizei einen Haftbefehl gegen Kim,[256] der am 5. Dezember 2022 als einer der ersten beiden Haftbefehle im Zusammenhang mit der Halloweenkatastrophe gerichtlich erlassen wurde.[243]

- Cho Won-jun, ein hochrangiger Beamter im Bezirksamt Yongsan, der dort als Leiter der Abteilung für Sicherheit und Katastrophen verantwortlich für die Sicherheit der Bürger und für Katastrophenmanagement war,[250][247][248] wurde wegen beruflicher Fahrlässigkeit mit Todesfolgen angeklagt und in einer zusätzlichen Anklage der Pflichtverletzung beschuldigt,[250][247][248] weil er mutmaßlich seiner Pflicht nicht nachgekommen war, einen Sicherheits-„Unfall“ im Bezirk zu verhindern und unverzüglich auf die Notsituation zu reagieren.[247] Selbst nachdem Cho, der am 29. Oktober 2022 mit Bekannten unterwegs gewesen sein soll, beim Umtrunk „mehrere Benachrichtigungen“ über den Ausbruch des Massengedränges erhalten haben soll, soll er nicht zum „Unfall“-Ort gekommen, sondern laut Polizei später per Taxi zur U-Bahnstation Itaewon gefahren sein und sich von dort direkt nach Hause und zur Nachtruhe begeben haben, ohne etwas gegen die Folgen des Massengedränges zu unternehmen.[247][248] Cho erschien am 26. Dezember 2022 zu Beratungen im westlichen Bezirksgericht von Seoul, bei der das Gericht gegen Cho im Zusammenhang mit der verpfuschten Reaktion der Behörden auf das Massengedränge einen Haftbefehl ausstellte,[250][247] und ihn verhaften ließ.[248]

Die Polizei leitete auch Ermittlungen zur Frage der Verantwortung der U-Bahn von Seoul im Rahmen der Halloweenkatastrophe ein: Zudem begann die Polizei in den letzten Tagen des Dezember 2022 damit, ihre Ermittlungen auf Feuerwehrleute zu konzentrieren. Das Sonderermittlungsteam der National Police Agency warf Beamten der Feuerwehr von Yongsan und der U-Bahn von Seoul vor, Notsignale ignoriert zu haben.
- Der Leiter der U-Bahn-Dienste und des Sicherheitszentrums von Dongmyo wurde verdächtigt, die Anweisung eines Vorgesetzten ignoriert zu haben, nach der U-Bahnzüge am 29. Oktober keinen Halt in der U-Bahnstation Itaewon machen sollten. Am 5. Dezember 2022 befragte die Sonderermittlungseinheit den Vertreter der Seouler U-Bahn zu dieser Frage.[243]

##### Verhaftungen hochrangiger verdächtigter Beamter
Die Sonderermittlungseinheit wurde kritisiert, weil sie in der Sache zunächst keine Verhaftungen vorgenommen hatte.
Am 1. Dezember 2022 beantragte das Sonderermittlungsteam der National Police Agency im Rahmen seiner Untersuchung zur Halloweenkatastrophe erstmals Haftbefehle zur Verhaftung von Verdächtigten. Betroffen waren die vier hochrangigen Beamten Lee Im-jae, Park Sung-min, Kim Jin-ho und Song Byung-joo. Am 5. Dezember 2022 eröffnete das westliche Bezirksgericht von Seoul Beratungen zur Verhaftung dieser vier Verdächtigten. Das Gericht wies die Haftbefehle gegen Lee Im-jae und Song Byung-joo mit Verweis auf die geringe Wahrscheinlichkeit, dass die Verdächtigten Beweise vernichten oder flüchten könnten, zurück. Das Gericht verwies für seine Ablehnung des vom polizeilichen Sonderermittlungsteam beantragten Haftbefehls gegen Lee mit der Begründung ab, dass das Recht auf Verteidigung gewährleistet werden müsse. Gegen Park Sung-min und Kim Jin-ho erließ das Gericht dagegen Haftbefehle mit Verweis auf die Möglichkeit, dass diese Verdächtigten Beweise vernichten könnten. Bei ihren Verhaftungen handelte es sich um die ersten im Zusammenhang mit der Halloweenkatastrophe. Nachdem das westliche Bezirksgericht von Seoul am 5. Dezember die beantragten Haftbefehle gegen die beiden hochrangigen Polizeibeamten Lee Im-jae und Song Byung-joo abgelehnt hatte, fügte das polizeiliche Sonderermittlungsteam in einem zweiten Versuch die Beschuldigung gegen Lee hinzu, dass dieser einen offiziellen Frühwarnbericht fingiert habe und beantragte am 20. Dezember 2022 Haftbefehle gegen Lee und Song, worauf das westliche Bezirksgericht von Seoul am 23. Dezember 2022 auch gegen Lee und Song Haftbefehle erließ und sie verhaften ließ, weil sie mutmaßlich nicht sofort auf das tödliche Menschengedränge in Itaewon reagiert hatten. Am 26. Dezember 2022 erließ das westliche Bezirksgericht von Seoul wegen mutmaßlicher Verletzung der beruflichen Sorgfaltspflicht mit Todesfolge Haftbefehle gegen die hochrangigen Bezirksbeamten von Yongsan, Park Hee-young und Choi Won-jun, sowie im Falle Chois zusätzlich wegen Pflichtverletzung. Das Gericht begründete dies mit Bedenken, dass die beiden Verdächtigen Beweise vernichten könnten und fügte hinzu, dass die beschriebenen Anschuldigungen zuzutreffen scheinen. Beide wurden am 26. Dezember 2022 verhaftet.

#### Ermittlungen der Staatsanwaltschaft
Im Januar 2023 leitete die Seouler Staatsanwaltschaft im Zusammenhang mit der Halloweenkatastrophe von Itaewon parallel zu den polizeilichen Ermittlungen obligatorische Ermittlungen zur Anklage von Verletzung beruflicher Sorgfaltspflichten, die zu Todesfällen und Verletzungen führte, sowie zu anderen Anklagepunkten wie Beweismittelvernichtung ein.
Am 10. Januar 2013 führte die Staatsanwaltschaft des westlichen Bezirks von Seoul im Rahmen ihrer Untersuchung der Halloween-Katastrophe in Itaewon Durchsuchungen und Beschlagnahme durch und entsandte dazu Staatsanwälte und Ermittler an zehn Orte, darunter die KNPA, die SMPA (Hauptquartier), das Bezirkspolizeiamt Yongsan, das Bezirksamt Yongsan und die Untersuchungshaftanstalt Seoul Nambu, in der einige der Hauptverdächtigen festgehalten wurden. Nach Angaben der Staatsanwaltschaft sollten die Durchsuchungen und Beschlagnahme die Beweislage für die Anschuldigungen gegen die Hauptverdächtigen (darunter Berichten zufolge angeblich Lee Im-jae und Park Hee-hyeong) verbessern, während weitere Anschuldigungen erst noch überprüft werden sollten. Seit der Fall der Itaewon-Katastrophe an das Sonderermittlungshauptquartier der KNPA zurückverwiesen worden war, stellte dies das erste Mal dar, dass die Staatsanwaltschaft eine Durchsuchung und Beschlagnahme des Falls durchführte.
In Bezug auf den Minister für Inneres und Sicherheit, Lee Sang-min, und den Kommissar der KNPA, Yoon Hee-keun, sah die Ermittlungszentrale einen Abschluss der Fälle ohne weitere Nachforschungen vor und berief sich dafür auf Schwierigkeiten beim Nachweis strafrechtlicher Verantwortlichkeiten.

#### Parlamentarische Untersuchung

##### Initiative zur Untersuchung

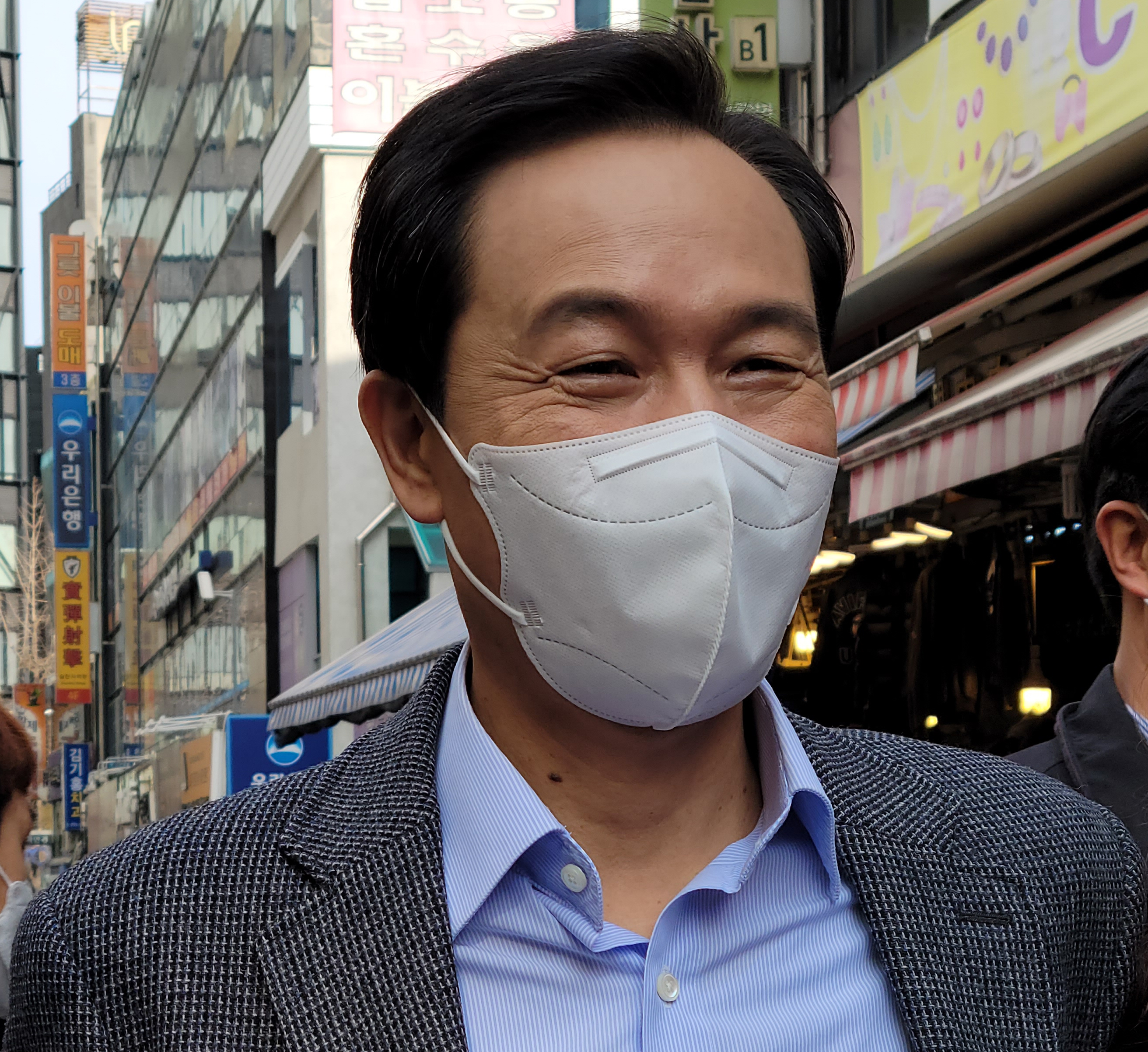
Der Leiter des parlamentarischen Sonderausschusses zum Massengedränge von Itaewon, Woo Sang-ho

Am 9. November 2022 reichten die oppositionelle Demokratische Partei Koreas (DPK), die Gerechtigkeitspartei und die Grundeinkommenspartei förmliche Anträge auf eine Untersuchung ein. Diese drei Parteien reichten einige Tage später einen Entwurf für eine parlamentarische Untersuchung des Massengedränges in Itaewon vom 29. Oktober ein, um gegen den heftigen Widerstand der regierenden Partei Gungminui-him (PPP) die 60-tägige Untersuchung einzuleiten, durch die dem Entwurf zufolge die Ursache des Vorfalls ermittelt und festgestellt werden soll, ob die zuständigen Regierungsinstitutionen wie das Präsidialamt, das Büro des Premierministers, das Innen- und Sicherheitsministerium und die nationale Polizeibehörde die notwendigen Maßnahmen ergriffen haben. Mit der Untersuchung sollte vom 24. November 2022 bis zum 22. Januar 2023 ein 18-köpfiger Sonderausschuss betraut werden, der sich aus neun Abgeordneten der DPK, sieben Abgeordneten der Gungminui-him und jeweils einem Abgeordneten der Gerechtigkeits- und der Grundeinkommenspartei zusammengesetzt und vom DPK-Abgeordnete Woo Sang-ho geleitet werden sollte.

##### Einigung auf Untersuchung und Bildung eines Sonderausschusses
Am 23. November 2022 gab die regierende Partei PPP ihren vorherigen Widerstand gegen eine parlamentarische Untersuchung auf und Regierungs- und Oppositionsparteien einigten sich darauf, eine parlamentarische Untersuchung der Halloweenkatastrophe in Itaewon einzuleiten. Sie verkündeten den Beginn einer 45-tägigen Untersuchung für den 24. November 2022. Die Vereinbarungen bestätigten die Bildung des 18-köpfigen Untersuchungsausschusses aus neun DKP- und sieben PPP-Abgeordneten sowie zwei weiteren Mandatsträger. Nach dieser Einigung der Parteien gab die Nationalversammlung Südkoreas am 24. November 2022 ihre Zustimmung für den Plan zur parlamentarischen Untersuchung der Halloweenkatastrophe, womit die Untersuchung, deren Abschluss für den 7. Januar 2023 erwartet wurde, an diesem Tag begann.
Die Abgeordneten sollten im Rahmen der Untersuchung eine Reihe von Regierungsbehörden wie den Lagebesprechungsraum im Präsidialamt, das National Center for Crisis Management des National Security Office, das Büro des Premierministers, das Innen- (대한민국 행정안전부) und das Gesundheitsministerium (대한민국 보건복지부). Dass auch der Lagebesprechungsraum im Präsidialamt zu den Zielen der Untersuchungen gehören sollte, war Medienangaben zufolge nach der Einigung der Parteien zunächst noch strittig gewesen.
Die Untersuchungen sollten auch die Oberste Staatsanwaltschaft (대한민국 검찰청) Südkoreas umfassen, nachdem sich die regierende Partei Gungminui-him, die zunächst gefordert hatte die Oberste Staatsanwaltschaft von der Untersuchung auszuschließen, abrupt aus der Plenarsitzung der Nationalversammlung zurückgezogen hatte. Die Nationalversammlung hatte daraufhin für den Plan gestimmt, die Abteilungen für Drogenkriminalität der Obersten Staatsanwaltschaft zu untersuchen. Hintergrund ist der von der regierenden Partei abgelehnte Vorwurf der DPK, der Fokus der Staatsanwaltschaft auf den kurz zuvor von Südkorea erklärten „Krieg gegen Drogen“ könnte die Polizei davon abgehalten haben, sich auf die öffentliche Sicherheit zu konzentrieren.
Zu den zu untersuchenden Objekten zählen zudem die National Police Agency (대한민국 경찰청), die Stadtregierung von Seoul (서울특별시청) und dem Bezirksamt Yongsan.
Am 1. Dezember 2022 erschienen die DKP-Mitglieder des Sonderausschusses zur parlamentarischen Untersuchung des Massengedränges von Itaewon zu einem ersten Treffen mit einigen Familienangehörigen der Opfer der Katastrophe, während die Abgeordneten der PPP aufgrund ihres Streits mit der DKP über die Einreichung eines Entlassungsantrags gegen Innenminister Lee Sang-min dem Treffen fernblieben. Die Familien baten den Ausschuss bei dem Treffen, einen geeigneten Raum für die Trauer und ein Instrument der Kommunikation zwischen den Hinterbliebenen zu schaffen. Darüber hinaus baten sie darum, dass Experten ihrer Wahl in die parlamentarische Untersuchung einbezogen werden.
Am 7. Dezember 2022 erhob ein Mitglied des Sonderausschusses zur parlamentarischen Untersuchung der Katastrophe von Itaewon, die DPK-Abgeordnete Shin Hyun-young, Anschuldigungen an Staatspräsident Yoon. Sie wolle klären, ob die Regierung nach der Katastrophe versucht habe, „die Natur der Katastrophe vom 29. Oktober zu verzerren“. Yoon habe Funktionsträgern auf einer unter seinem Vorsitz am 30. Oktober gehaltenen Notfallsitzung der Central Disaster and Safety Countermeasures Headquarters angeraten, zur Bezeichnung der Itaewonkatastrophe statt des Begriffs „crowd crush“ den Ausdruck „Unfall“ zu verwenden. Als erhärtenden Beleg für ihre Anschuldigungen führte Shin einen Gruppenchat über den Instant Messaging-Dienst KakaoTalk an, der zwischen Park Hyang, einem hochrangigen Funktionsträger des Ministeriums Gesundheit und Soziales, und anderen für die Reaktion auf die Itaewonkatastrophe zuständigen Beamten der National Fire Agency und weiteren Katastrophenschutzbehörden geführt worden war.

##### Förmliche Einleitung der Untersuchung
Am 19. Dezember 2022 wurde die Untersuchung des parlamentarischen Sonderausschusses zum Massengedränge in Itaewon vom Leiter des Sonderausschusses, dem Abgeordneten Woo Sang-ho, in der Nationalversammlung förmlich eingeleitet, vorangetrieben von der DPK und den beiden mit ihr verbündeten liberalen Parteien, während die Abgeordneten der regierenden PPP der Sitzung fernblieben und die parlamentarische Untersuchung boykottierten. Woo kündigte an, durch die Untersuchung des parlamentarischen Sonderausschusses werde gründlich ermittelt werden, warum der „Unfall“ nicht hatte verhindert werden können und wo die Verantwortung liege. Die liberalen Parteien einigten sich am 19. Dezember darauf, an zwei Tagen Vor-Ort-Inspektionen in Itaewon zu genehmigen, die am 21. Dezember durch die Polizei und Vertreter der Stadt Seoul und am 23. Dezember durch Vertreter des Bezirks Yongsan und durch das Innenministerium durchgeführt werden sollten. Zudem wurde beschlossen, dass bis Anfang Januar 2023 Anhörungen mit diesen die Vor-Ort-Inspektionen durchführenden Organisationen abgehalten werden. Daraufhin sollte die Nationalversammlung das Büro des Premierministers, das Präsidialamt, das Innenministerium, die SMPA und das Polizeirevier Yongsan auffordern, Bericht darüber zu erstatten, was sie während der des Massengedränges in Itaewon unternommen hatten. Zu den Befragten sollten auch Innenminister Lee Sang-min, der Generalkommissar der National Police Agency, Yoon Hee-keun, sowie hochrangige Beamte des Präsidialamts und Staatsanwälte gehören.
Am 21. Dezember 2022 führte der parlamentarische Sonderausschuss seine – wiederholt durch politische Streitigkeiten verzögerte – erste Inspektion der Seitengasse durch, in der sich die Todesfälle der Halloweenkatastrophe ereignet hatten. Es handelte sich um die tatsächliche Aktion zur Untersuchung der Halloweenkatastrophe durch den parlamentarischen Sonderausschuss.
Im Rahmen der Untersuchung des parlamentarischen Sonderausschusses zum Massengedränge in Itaewon wurde am 27. Dezember 2022 Yoon Hee-keun, Chef der National Police Agency, von der Nationalversammlung zur Befragung durch den parlamentarischen Sonderausschuss vorgeladen, ebenso wie am 29. Dezember 2022 der Seouler Bürgermeister Oh Se-hoon, der neue Chef des Polizeireviers Yongsan und der Leiter der Feuerwache Yongsan.

##### Anhörungen
Für seine erste Anhörung am 4. Januar 2023 lud der Sonderausschuss für die parlamentarische Untersuchung wichtige Polizeibeamte und andere Zeugen zur Befragung vor, unter anderem den Generalkommissar der KNPA, Yoon Hee-keun, den Chef der SMPA, Kim Kwang-ho, den ehemaligen Chef der Polizeiwache Yongsan, Lee Im-jae, den Chef der Feuerwache Yongsan, Choi Seong-beom. Yoon Hee-keun, dem vorgeworfen wird, seine Stellvertreter ignoriert zu haben, als diese ihn mehrfach am 29. Oktober 2022 angerufen hatten, während er 120 km von Seoul entfernt mit Freunden campte, gestand als Generalkommissar der KNPA im Rahmen der Befragung vor der Nationalversammlung am 4. Januar 2023 als Teil der parlamentarischen Untersuchung des Vorfalls ein, dass er in der Nacht des 29. Oktober 2022 an einem privaten Treffen außerhalb Seouls teilgenommen und dabei Alkohol konsumiert und dass er Seoul verlassen habe, ohne seiner Verpflichtung nachzukommen, darüber im Intranet der Polizei für mögliche Notfälle eine Benachrichtigung abzugeben. Es handelte sich bei diesen Aussagen um das erste offizielle Eingeständnis Yoons, dass er in der Nacht der Katastrophe Alkohol zu sich genommen und seinen Zuständigkeitsbereich verlassen hatte. Seine Aussagen wurden als erneuter Hinweis auf eine mögliche Nachlässigkeit des Innenministers gedeutet, der für die Leitung und Überwachung der KNPA die Verantwortung trug. Der parlamentarische Ausschuss rügte die Polizei für unzureichende Vorsichtsmaßnahmen im Vorfeld der Halloween-Feierlichkeiten und die lasche Reaktion in den Stunden vor der Katastrophe. Die PPP tadelte Lee Im-jae dafür, dass er es versäumt habe, zusätzliches Personal von der SMPA anzufordern, um Sicherheit und Ordnung im Gebiet aufrechtzuerhalten, und dass er zu spät am Einsatzort eingetroffen sei. Die DPK und die Gerechtigkeitspartei beschuldigten die Polizei, es versäumt zu haben, sich auf die erwartete Menschenmenge vorzubereiten, und stattdessen Ressourcen für ein Vorgehen gegen Drogenmissbrauch mobilisiert zu haben.
Für seine zweite Anhörung am 6. Januar 2023 lud der Sonderausschuss Regierungsbeamte ein, darunter Innenminister Lee Sang-min und Gesundheitsminister Cho Kyoo-hong sowie den Bürgermeister von Seoul, Oh Se-hoon, und den Leiter des Bezirksamts Yongsan, Park Hee-young.
Eine dritte Anhörung wurde für den 12. Januar 2023 angesetzt. Die rivalisierenden Parteien blieben sich jedoch uneins über die Zeugenliste für diese Anhörung. Es bestanden Meinungsverschiedenheiten über die Frage, ob Premierminister Han Duck-soo und die DPK-Abgeordnete Shin Hyun-young geladen werden sollten und ob es Familienangehörigen bei der Anhörung gestattet werden soll, Regierungsvertreter direkt zu befragen. Ursprünglich hatte der Ausschuss eine Interpellation vorgesehen. Schließlich einigten sich beiden Seiten darauf, die Hinterbliebenen in einem öffentlichen Forum zu hören.

##### Öffentliche Foren
Am 10. Januar 2023 hielt der parlamentarische Sonderausschuss zur Untersuchung der Itaewon-Katastrophe ein erstes öffentliches Forum in der Nationalversammlung ab, um dort Experten zu Wort kommen zu lassen. Experten riefen auf dem Forum dazu auf, dass den Notärzten am Ort größerer Katastrophen mehr Befugnisse und der Regierung mehr Verantwortung übertragen werden.
Für den 12. Januar wurde ein zweites und letztes öffentliches Forum angesetzt, um dort acht Hinterbliebene, zwei Überlebende und zwei Geschäftsinhaber aus Itaewon anzuhören und zur Itaewon-Katastrophe zu befragen. Damit sollte erstmals seit Beginn der parlamentarischen Untersuchung Hinterbliebenen der Todesopfer der Itaewon-Katastrophe die Gelegenheit gegeben werden, als Zeugen aufzutreten.

##### Untersuchungsbericht
Eine letzte Sitzung ist für den 16. oder 17. Januar 2023 für die Verabschiedung des Untersuchungsberichts geplant, der bis dahin vom parlamentarischen Sonderausschuss verfasst werden soll.

### Mögliche Entschädigungen
Für die Familien der Opfer gibt es in Südkorea gesetzlich die Möglichkeit auf Entschädigung durch die Regierung für den Fall, dass den Behörden Fahrlässigkeit bei der Reaktion auf die Katastrophe nachgewiesen wird, oder wenn festgestellt wird, dass sie nicht das Nötige zu ihrer Verhinderung unternommen haben. Medienangaben zufolge gab das Präsidialamt am 15. November 2022 an, dass es die rechtlichen Rahmenbedingungen für mögliche Entschädigungen noch prüfe und sie erst nach Abschluss der offiziellen Untersuchung des Itaewon-„Unfalls“ treffen werde. Lokalen Medien zufolge bereiten die Familien einiger Opfer Sammelklagen gegen die Regierung vor.
Am 31. Oktober 2022 hatte die südkoreanische Regierung zudem angekündigt, dass die hinterbliebenen Familien unabhängig von einer möglichen Entschädigung je Todesopfer 20 Millionen KRW als „Trostgeld“ erhalten können sowie zusätzlich bis zu 15 Millionen KRW zur Deckung von Bestattungsgebühren und anderen Nebenkosten. Überlebende Opfer der Katastrophe sollten zudem, je nach der Schwere ihrer erlittenen Verletzungen, eine Entschädigung zwischen 5 und 10 Millionen KRW erhalten. Auch für die ausländischen Opfer sollten die gleichen Summen für die Deckung von Bestattungskosten und als Entschädigungen geleistet werden.

### Wissenschaftliche Erkenntnisse und Experten-Meinungen

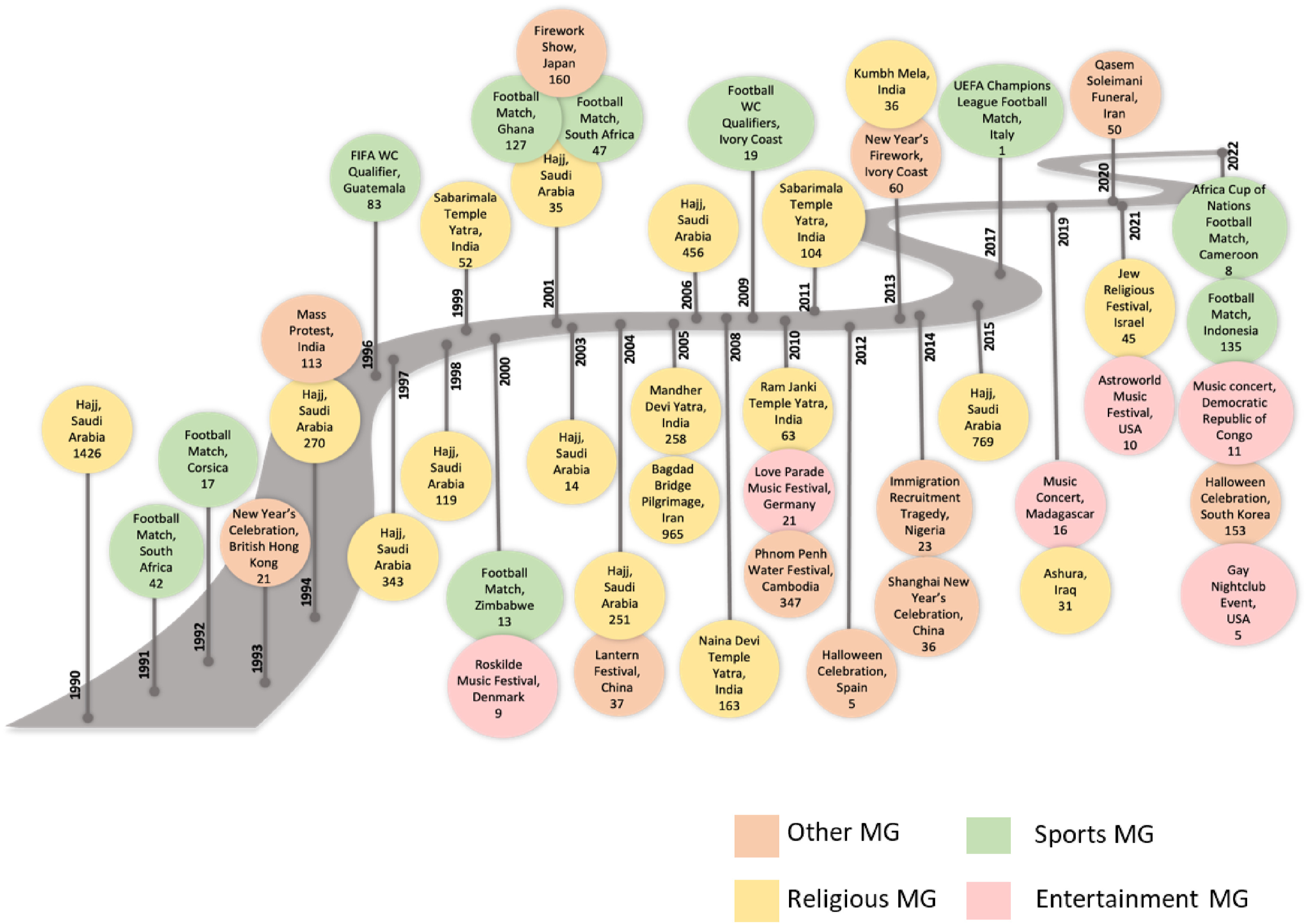
Todesfälle durch Massengedränge und andere Verletzungen bei der Halloweenkastastrophe von Itaewon und anderen internationalen Massenveranstaltungen in den Jahren 1990 bis 2022: die weltweit stattfindenden Massenveranstaltungen zeigen, dass die häufigste Todesursache bei Massenversammlungen (abgesehen von Extremtemperaturen und anderen wetterbedingten Ereignissen) Quetschverletzungen sind, die durch overcrowding- crowd surge-, crowd collapse- und human stampede-Ereignisse verursacht werden.

Menschengedränge-Unfälle gehören zu den urbanen Katastrophenereignissen mit besonders desaströsen Auswirkungen und sind aufgrund des städtischen Wachstums inzwischen häufig geworden. Zur Verringerung ihrer potenziellen Risiken ist über die Kenntnis der Eigenschaften von Fußgängerströmen auch die Bereitstellung eines adäquaten Crowd Managements entscheidend. Während überfüllte Menschenmengen und Massenansammlungen infolge von unerwarteten Ereignissen und im Zusammenhang mit Stampeden stehenden Quetschverletzungen und Todesfällen als eine der größten nicht übertragbaren Gefahren für die öffentliche Gesundheit bei Massenveranstaltungen bekannt sind, unterstreicht die Halloweenkatastrophe in Itaewon die Unzulänglichkeit des derzeitigen Wissenstands und Verständnisses dieser Art von Katastrophen. Die Halloweenkatastrophe in Itaewon hat deutlich gemacht, dass es trotz des zunehmenden Bewusstseins für die Problematik menschlicher Stampeden noch immer häufig zu Todesfällen durch Quetschverletzungen und zu Ereignissen mit einer hohen Anzahl von Todesfällen kommt.
Einige Experten haben das Massengedränge in Itaewon als „menschengemachte Katastrophe“ bezeichnet, die mit recht simplen Methoden hätte abgewendet werden können. So hätte die Gefahr reduziert werden können, wenn Engpässe für den Besucherstrom intensiver überwacht, gesperrt oder als Einbahnstraßen deklariert worden wären. Eine wissenschaftliche Studie, die mithilfe von Agentenbasierten Modellierung (ABM) untersuchte, auf welche Weise die Dichte der Menschenmenge von verschiedenen Variablen abhängt, die mit Fußgängerströmen (wie Wegbreite) und Crowd Management-Maßnahmen (wie Rechtsverkehr) in Verbindung stehen, kam bei der Untersuchung der Itaewon-Katastrophe durch Simulation zum Ergebnis, dass die Dichte der Menschenmenge unter den für Menschengedränge kritischen Schwellenwert von sechs Personen pro Quadratmeter gesenkt worden wäre, wenn die seitlichen Hindernisse in der Seitengasse entfernt und dort der Rechtsverkehr als Fußgängerregel eingeführt worden wäre. Auch eine vorübergehende Schließung der U-Bahnstation Itaewon wurde als mögliche Maßnahme angeführt, um einen starken Menschenstrom auf ein gemeinsames Ziel zu verhindern.
Ein weiteres Mittel zur Verhinderung der Katastrophe wäre nach Ansicht von Experten gewesen, eine höhere Anzahl von Polizeikräften und öffentlichen Mitarbeitern für die Kontrolle der Menschenmengen einzusetzen. Obwohl am Wochenende mit mehr als 100.000 Zuschauern gerechnet worden war, seien von den 137 Polizisten, die nach Itaewon abgestellt worden waren, zudem nur wenige Ressourcen für die Sicherheit von Fußgängern verblieben, während sich die übrigen Polizisten auf die Überwachung von Drogenkonsums und Gewaltverbrechen konzentriert hätten.
Auf einer öffentlichen Anhörung im Rahmen der parlamentarischen Untersuchung forderte der Experte Lee Kyung-won, Professor für Notfallmedizin an der Yonsei University, dass ein Notfallmediziner zur Unterstützung als Experte vor Ort sein sollte, um den Einsatzkräften Anweisungen zu geben. Nach Ansicht Lees hätten mehr Patienten die erforderliche Erste Hilfe erhalten können, wenn die Notärzte zum Zeitpunkt der Katastrophe in Itaewon die entsprechenden Befugnisse gehabt hätten. Lee führte aus, dass bei großen Unglücksfällen wie der Itaewon-Katastrophe der Leiter des Bezirksgesundheitsamtes die Rettungsmaßnahmen leite, oftmals aber kein Spezialist für Notfall- oder Katastrophenmedizin sei. Lee hob zudem hervor, dass den meisten Krankenhäusern die finanziellen Mittel für ein eigenes medizinisches Katastrophenhilfeteam fehlen würden und sie stattdessen Verträge mit privaten Krankenwagenanbietern schlössen und daher ihre Notärzte nicht sofort zum Einsatzort schicken könnten, weil sie erst auf das Eintreffen des Krankenwagens warten müssten.
Laut Lee Hoon, Professor für Tourismus an der Hanyang-Universität, resultierte aus der Halloween-Katastrophe in Itaewon bei Teenagern aus dem Ausland ein negatives Bild von der Sicherheit Koreas.

## Rezeption

### Dokumentarserien
- Crush (oder: Crush: Overcrowded Overwhelmed[282]). Zweiteilige Dokumentarserie, Premiere am 17. Oktober 2023 auf Paramount+. Executive Producers: Jeff Zimbalist und Stu Schreiberg.[283][284][285]